# Januar 2017
Portal Geschichte | Portal Biografien | Aktuelle Ereignisse | Jahreskalender | Tagesartikel

◄ |
20. Jahrhundert |
21. Jahrhundert

◄ |
1980er |
1990er |
2000er |
2010er
| 2020er | 2030er | 2040er

◄ |
2013 |
2014 |
2015 |
2016 |
2017
| 2018 | 2019 | 2020 | 2021 | ►

◄ |
Oktober 2016 |
November 2016 |
Dezember 2016 |
Januar 2017 |
Februar 2017 |
März 2017 |
April 2017 |
►
Dieser Artikel behandelt tagesbezogene Nachrichten und Ereignisse im Januar 2017.

## Tagesgeschehen

### Sonntag, 1. Januar 2017

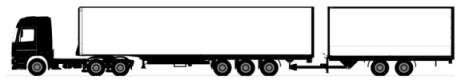
EuroCombi (Variante)

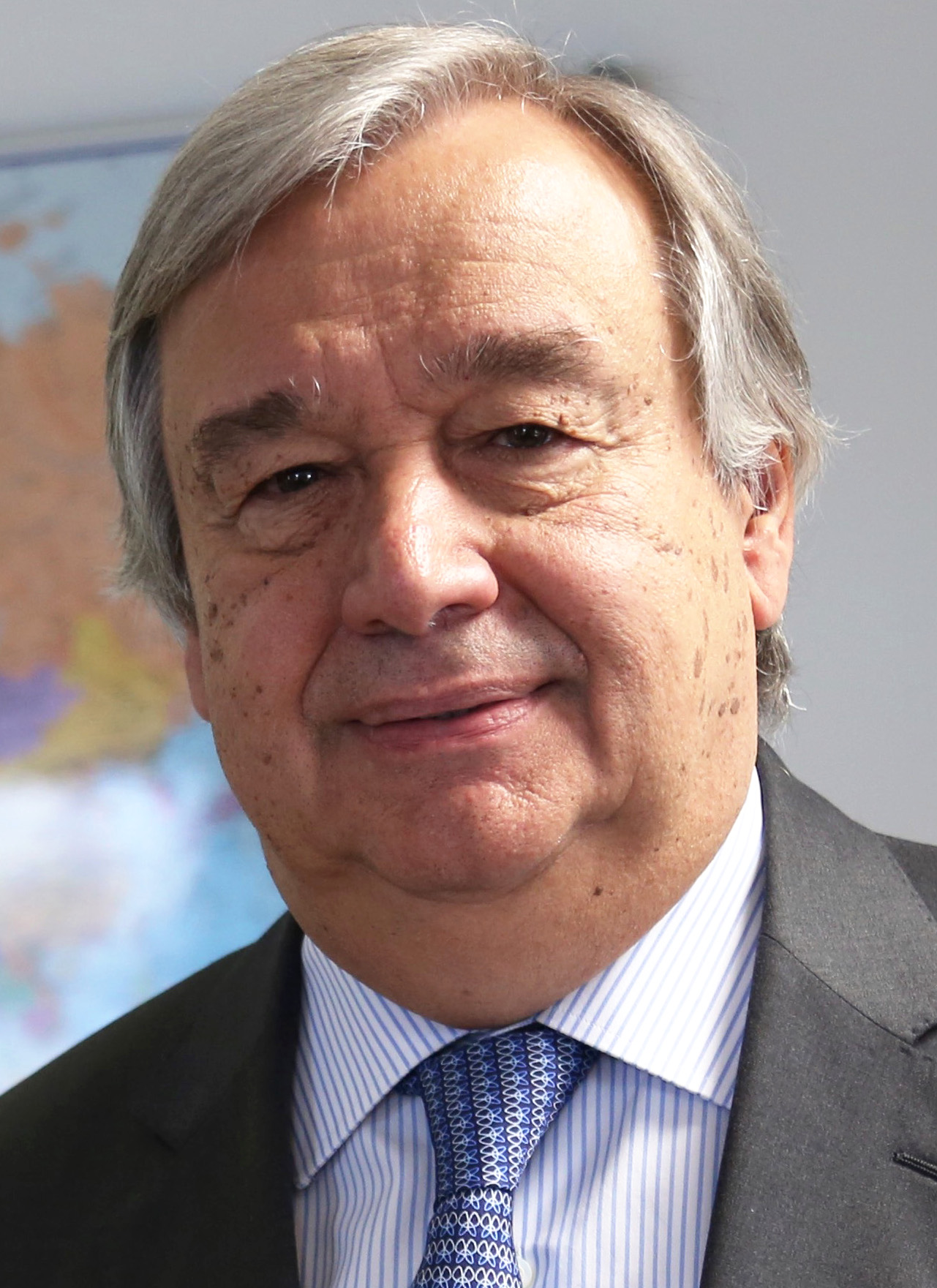
António Guterres

Logo der maltesischen EU-Ratspräsidentschaft 2017

- Bagdad/Irak: Die Terrormiliz Islamischer Staat (IS) hat an zwei Tagen im Irak mehrere Angriffe mit mindestens 34 Toten und rund 68 Verletzten verübt. Darunter einen Doppelanschlag zweier Selbstmordattentäter auf den belebten Al-Sinek-Markt im Zentrum der Hauptstadt und ein Attentat auf einen Kontrollposten bei al-Qadisiya.[1]
- Berlin/Deutschland: Das Pflegestärkungsgesetz III tritt in Kraft und es erfolgt eine Überleitung von 2,8 Millionen Pflegebedürftigen in Deutschland in ein neues Begutachtungssystem. Außerdem tritt das Gesetz zur Stärkung der Teilhabe und Selbstbestimmung von Menschen mit Behinderungen (BTHG) in Kraft.
- Berlin/Deutschland: In allen Bundesländern mit Ausnahme von Berlin und dem Saarland ist fortan der reguläre Einsatz von Lkw mit einer Länge jenseits von 18,75 m (EuroCombi) erlaubt.[2]
- Bern/Schweiz: Amtsantritt der neuen Bundespräsidentin Doris Leuthard (CVP).[3]
- Ceuta/Spanien: Bei einem Ansturm von rund 1100 afrikanischen Migranten auf den Grenzzaun der spanischen Exklave Ceuta in Marokko werden bei Zusammenstößen mehr als 50 Polizisten verletzt. Nur zwei Migranten hätten spanischen Boden verletzt erreicht und wurden ins Krankenhaus gebracht.[4]
- Istanbul/Türkei: Bei einem Anschlag auf den Nachtclub Reina werden mindestens 39 Menschen getötet und über 70 weitere verletzt.[5]
- Jakarta/Indonesien: Auf dem Weg von Pelabuhan Kali Adem bei Jakarta nach Tidung, einer Ferieninsel der südlichen Seribu-Inselgruppe fängt das Fährschiff Zahro Express mit 230 Menschen an Bord Feuer. Mindestens 23 Menschen kommen ums Leben und weitere 17 werden vermisst.[6]
- New York/Vereinigte Staaten: Der Portugiese António Guterres übernimmt als Nachfolger Ban Ki-moons das Amt des Generalsekretärs der Vereinten Nationen.[7]
- New York/Vereinigte Staaten: Äthiopien, Bolivien, Italien, Kasachstan und Schweden werden neue nichtständige Mitglieder im Sicherheitsrat der Vereinten Nationen.[8]
- Peking/China: Ein im April 2016 vom Nationalen Volkskongress verabschiedetes Gesetz zur polizeilichen Aufsicht von ausländischen Nichtregierungsorganisationen (NGO) tritt in Kraft. Organisationen für Menschenrechte wie Amnesty International oder Human Rights Watch (HRW) dürfen bisher keine Büros in China betreiben.[9]
- Sèvres/Frankreich: Das Internationale Büro für Maß und Gewicht fügt um 0.59 Uhr und 59 s Mitteleuropäischer Zeit eine Schaltsekunde in die Koordinierte Weltzeit (UTC) ein. Störende Einflüsse auf Erdbahn und -rotation ohne UTC-Korrektur hätten zur Folge, dass sich die Erde nach 90 Jahren erst mit 60 s Verzögerung an der Stelle einer kompletten jährlichen Sonnenumrundung befände.[10]
- Valletta/Malta: Die sechsmonatige Maltesische EU-Ratspräsidentschaft beginnt.[11]
- Wien/Österreich: Das 77. Neujahrskonzert der Wiener Philharmoniker leitet der Dirigent Gustavo Dudamel, der damit der jüngste Dirigent in der Geschichte des Neujahrskonzertes ist.[12] Unmittelbar nach dem Neujahrskonzert 2017 gaben die Wiener Philharmoniker bekannt, dass sie für 2018 Riccardo Muti als Dirigenten eingeladen haben.[13]

### Montag, 2. Januar 2017
- Bagdad/Irak: Im nordöstlichen Stadtteil Sadr City verübt die Terrormiliz Islamischer Staat (IS) einen Autobombenanschlag bei dem mindestens 32 Menschen getötet werden.[14]
- Manaus/Brasilien: Im Gefängniskomplex Anísio Jobim (COMPAJ) mit über 1200 Insassen kommt es zwischen Häftlingen von rivalisierenden Drogenbanden zu einer Revolte, bei der mindestens 60 Menschen getötet werden. Mehrere Insassen werden dabei geköpft. Zwölf Justizangestellte seien zeitweise als Geiseln genommen worden, und einigen Gefangenen sei während der Revolte die Flucht gelungen. Spezialeinheiten der Polizei und die Militärpolizei konnten nach mehreren Stunden wieder die Kontrolle übernehmen.[15][16]
- Mogadischu/Somalia: Die islamistische al-Shabaab-Miliz bekennt sich zu zwei Selbstmordanschlägen, bei dem an einem Kontrollposten des Stützpunktes der Mission der Afrikanischen Union in Somalia (AMISOM) am Flughafen Mogadischu und 200 Meter vor dem Peace-Hotel mindestens sieben Menschen getötet werden.[17]
- London/Vereinigtes Königreich: Der Niederländer Michael van Gerwen gewinnt das Finale der PDC World Darts Championship 2017.[18]

### Dienstag, 3. Januar 2017
- Ankara/Türkei: Der seit dem 15. Juli 2016 anhaltenden Ausnahmezustand wird bis zum 19. April 2017 verlängert.[19]
- Dresden/Deutschland: Dem Fraunhofer-Institut für Organische Elektronik, Elektronenstrahl- und Plasmatechnik (FEP) ist es erstmals gelungen, OLED-Elektroden aus Graphen herzustellen. Das Verfahren wurde im EU-geförderten Projekt “Gladiator” (Graphene Layers: Production, Characterization and Integration) gemeinsam mit Partnern aus Industrie und Forschung entwickelt und optimiert.[20]

### Mittwoch, 4. Januar 2017
- Kidapawan/Philippinen: Rebellen einer Splittergruppe der Islamischen Befreiungsfront der Moros (MILF) haben über 150 Häftlinge aus einer Haftanstalt aus der Provinz Cotabato auf der Insel Mindanao befreit. Bei zweistündigen Feuergefechten mit dem Sicherheitspersonal werden mindestens sechs Häftlinge und ein Wächter getötet.[21]
- Saint-Louis/Frankreich: Auf dem Flughafen Basel-Mülhausen wird der ehemalige Premierminister des Kosovo und Kommandanten der albanischen UÇK, Ramush Haradinaj, aufgrund eines serbischen Haftbefehls von der französischen Polizei festgenommen. Ihm werden während des Kosovokrieges Kriegsverbrechen zur Last gelegt.[22]

### Donnerstag, 5. Januar 2017
- Erzurum/Türkei: Ein Gericht verurteilte erstmals seit dem Putschversuch in der Türkei 2016 zwei Offiziere, einen Oberst und einen Major, zu einer lebenslangen Haftstrafe.[23]

### Freitag, 6. Januar 2017
- Bischofshofen/Österreich: Kamil Stoch aus Polen gewinnt vor seinem Landsmann Piotr Żyła die 65. Vierschanzentournee im Skispringen.[24][25]
- Boa Vista/Brasilien: Bei einem Aufstand in der Haftanstalt Monte Cristo sind 33 Insassen getötet worden. Bandenkriege auch innerhalb der überfüllten Haftanstalten nehmen zu.[26]
- Fort Lauderdale/Vereinigte Staaten: Der ehemalige US-Nationalgardist und Kriegsveteran Esteban Santiago erschießt am Fort Lauderdale-Hollywood International Airport nach der Gepäckabholung fünf Menschen und verletzte acht weitere, bevor er sich widerstandslos festnehmen lässt.[27]
- New York/Vereinigte Staaten: Vertreter der Herero und Nama reichen eine Klage gegen Deutschland ein, um Schadenersatz für den Völkermord an ihren Vorfahren zu erhalten. Im damaligen Deutsch-Südwestafrika (heute: Namibia) wurden zwischen 1904 und 1908 100.000 Angehörigen dieser Völker von deutschen Truppen getötet.[28]

### Samstag, 7. Januar 2017
- Ankara/Türkei: Staatspräsident Recep Tayyip Erdoğan ordnet per Dekret die Entlassung von insgesamt 8.400 Staatsbediensteten an. Darunter sind rund 2.700 Polizisten, 1.700 Beamte des Justizministeriums und acht Mitglieder des Staatsrates, 800 Mitarbeiter des Gesundheitsministeriums sowie hunderte Beamte weiterer Ministerien sowie etwa 630 Hochschulangestellte. Zudem kann verdächtigen türkischen Staatsangehörigen, die sich im Ausland befinden, unter bestimmten Bedingungen die Staatsbürgerschaft aberkannt werden.[29]
- Aʿzāz/Syrien: Ein mit Sprengstoff beladener Tanklaster wird im Zentrum der Stadt vor einem Gerichtsgebäude von unbekannten Tätern zur Explosion gebracht. Dabei sterben mindestens 43 Menschen, und über 55 werden verletzt. Die Stadt steht unter der Kontrolle der Freien Syrischen Armee (FSA), die von der türkischen Militäroffensive „Schutzschild Euphrat“ unterstützt wird.[30]

### Sonntag, 8. Januar 2017
- Bagdad/Irak: Ein Selbstmordattentäter der Terrororganisation Islamischer Staat (IS) verübt im Stadtteil Sadr City einen Autobombenanschlag auf den Al-Dschamila-Markt und tötet mindestens 12 Menschen und verletzt 26 weitere. Ein weiterer Selbstmordattentäter sprengt sich im Stadtteil Al Baladiyat in die Luft und tötet sechs Menschen und verletzt 13 weitere.[31]
- Beverly Hills/Vereinigte Staaten: Mit sieben gewonnenen Golden Globe Awards stellt das Filmmusical La La Land von Regisseur Damien Chazelle einen neuen Rekord auf.
- Jerusalem/Israel: Bei einem Anschlag im Stadtteil Ost-Talpiot sterben 4 israelische Soldaten, und 17 weitere Personen werden verletzt. Der palästinensische Attentäter sei gezielt mit einem Mercedes-Benz-Lkw in eine Menschenansammlung gefahren. Nach Angaben des israelischen Premierministers Benjamin Netanjahu soll es sich um einen Anhänger der Terrormiliz Islamischer Staat (IS) gehandelt haben.[32]

### Montag, 9. Januar 2017
- Genf/Schweiz: Die Präsidenten Nordzyperns und der Republik Zypern Mustafa Akıncı und Nikos Anastasiadis trafen sich zu einer weiteren Verhandlungsrunde zum Zypernkonflikt vom 9. bis 12. Januar unter dem Vorsitz des neuen Generalsekretär der Vereinten Nationen António Guterres.[33][34]

### Dienstag, 10. Januar 2017
- Zürich/Schweiz: Die FIFA hat die Aufstockung der Fußball-WM-Teilnehmerzahl beim Turnier 2026 auf dann 48 statt bislang 32 Mannschaften beschlossen. Statt der bislang acht Gruppen mit jeweils vier Teams wird es dann in der Vorrunde 16 Gruppen mit je drei Mannschaften geben.[35]

### Mittwoch, 11. Januar 2017

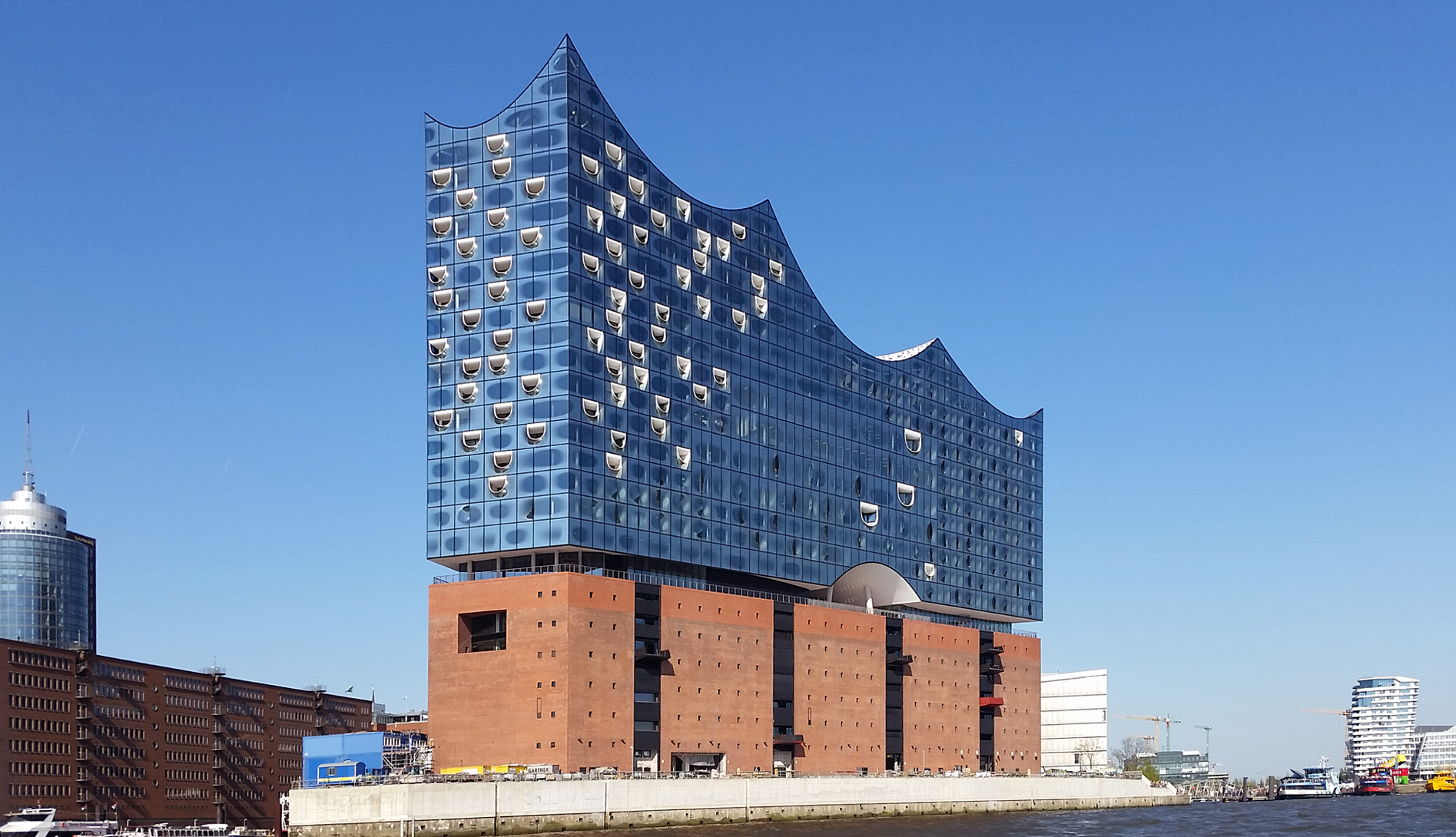
Die Elbphilharmonie in Hamburg

- Hamburg/Deutschland: Eröffnungskonzert mit dem NDR Elbphilharmonie Orchester unter Dirigent Thomas Hengelbrock in der Elbphilharmonie in der Hamburger HafenCity.[36] Die Philharmonie wurde im Oktober 2016 nach neunjähriger Bauzeit für rund 789 Millionen Euro fertiggestellt.
- Paris/Frankreich: Eröffnung der 25. Handball-Weltmeisterschaft der Männer

### Donnerstag, 12. Januar 2017
- Al-Bab/Syrien: Nach Medienberichten verloren die türkischen Streitkräfte in Nordsyrien im Kampf gegen die Terrormiliz Islamischer Staat (IS) Ende Dezember 2016 zehn Kampfpanzer vom Typ Leopard 2A4 und ein Sabra (M60T) durch Panzerabwehrlenkwaffen vom Typ 9K135 Kornet (NATO-Code: AT-14 Spriggan).[37][38]

### Freitag, 13. Januar 2017
- Damaskus/Syrien: Die israelischen Streitkräfte greifen mit Raketen den syrischen Luftwaffenstützpunkt Mezzeh im Südwesten der Hauptstadt an. Dabei werden vier Personen verletzt. Nach Medienberichten könnte der Angriff einer Waffenlieferung von Luftabwehrwaffen an die islamistische libanesische Hisbollah-Miliz gegolten haben. Nach Angaben der den bewaffneten Rebellen nahestehenden SOHR ereigneten sich acht Explosionen.[39][40]
- Detroit/Vereinigte Staaten: Mit einem Schuldeingeständnis und Bußgeldern konnte der japanische Autozulieferer Takata seinen Rechtsstreit mit den Vereinigten Staaten um defekte Airbags beilegen und akzeptiert in einem Vergleich eine Strafzahlung in Höhe von rund einer Milliarde US-Dollar. Wegen defekter Airbags waren mindestens elf Menschen gestorben.[41]

### Samstag, 14. Januar 2017
- Libreville/Gabun: Die 31. Fußball-Afrikameisterschaft startet mit einem 1:1 zwischen Gabun und Guinea-Bissau.[42]
- New York/Vereinigte Staaten: Die US-amerikanische Ratingagentur Moody’s einigt sich im Rechtsstreit um geschönte Kreditbewertungen mit dem US-Justizministerium und 21 Bundesstaaten. Sie akzeptiert eine Mitverantwortung an der weltweiten Finanzkrise 2008 und eine Strafzahlung in Höhe von 864 Millionen US-Dollar.[43]
- Paris/Frankreich: Die Partei der Républicains (LR) wählt den ehemaligen Premierminister François Fillon zu ihrem Präsidentschaftskandidaten bei der Wahl im April und Mai dieses Jahres.[44]
- Patna/Indien: Beim Kentern einer Fähre auf dem Ganges sterben mindestens 24 Menschen.[45]

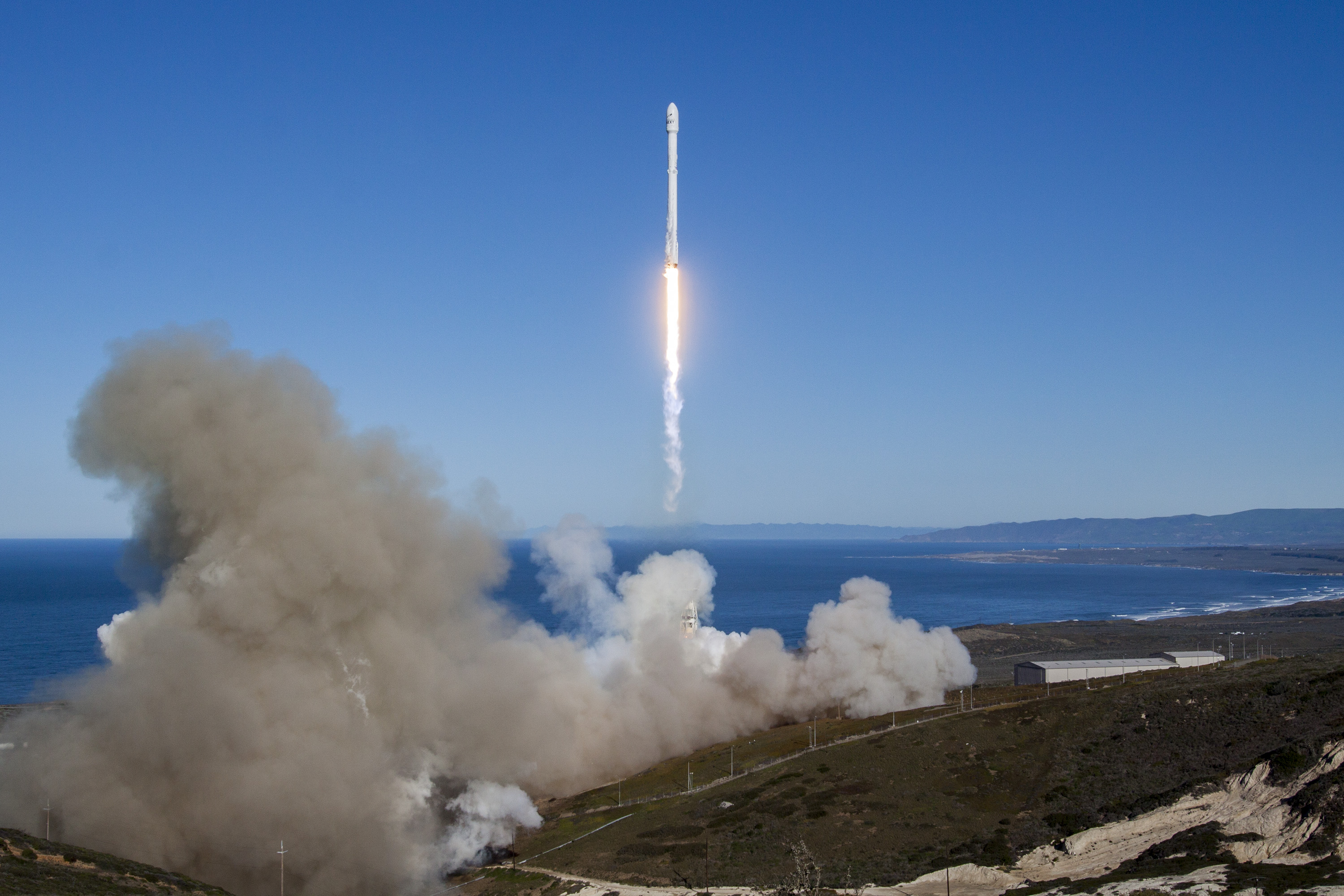
Raketenstart in Kalifornien

- Vandenberg Air Force Base/Vereinigte Staaten: Die private Raumfahrtfirma SpaceX schickt, rund vier Monate nach der Explosion einer Rakete bei einem Test, erstmals wieder eine Falcon 9 ins Weltall. Sie transportiert zehn Satelliten für das US-amerikanische Satellitenkommunikationsunternehmen Iridium Communications Inc.[46]
- Washington, D.C./Vereinigte Staaten: Der Kongress der Vereinigten Staaten leitet erste Schritte in die Wege, um das als Obamacare von US-Präsident Barack Obama bekannt gewordene Gesetz zum Zugang zur Krankenversicherung zu ersetzen oder abzuschaffen.[47]
- Żagań/Polen: Mit einer offiziellen Willkommenszeremonie feiert Polen, vertreten von Ministerpräsidentin Beata Szydło und Verteidigungsminister Antoni Macierewicz, die Ankunft zahlreicher US-Soldaten im Land. Die Vereinigten Staaten verlegen im Rahmen der Operation Atlantic Resolve rund 3.500 Soldaten, 86 Kampfpanzer und 144 Schützenpanzer der 3. US-Panzerbrigade der 4. US-Infanteriedivision an die NATO-Ostflanke. Diese sollen in den östlichen NATO-Staaten Polen, Estland, Lettland, Litauen, Ungarn, Rumänien und Bulgarien rotieren.[48][49]

### Sonntag, 15. Januar 2017

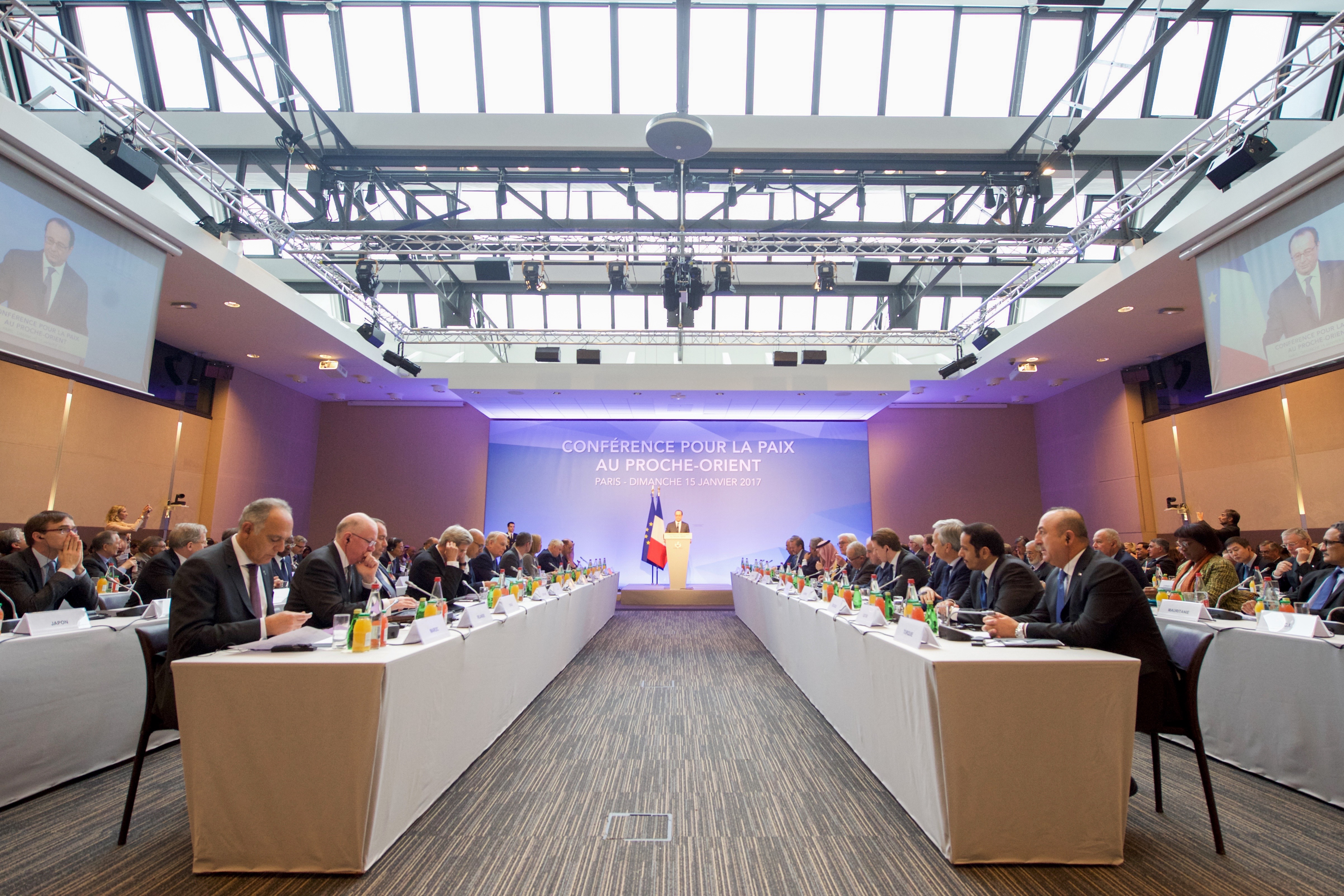
Middle East Peace Conference in Paris

- Bengasi/Libyen: Islamistische Kämpfer des Revolutionären Schura-Rates von Bengasi, zu der auch die Ansar al-Scharia gehört, haben mit einer Luftabwehrrakete ein Kampfflugzeug vom Typ MiG-23 der libyschen Luftwaffe bei Ganfouda (Quanfouda) westlich von Bengasi abgeschossen. Der Pilot konnte sich mit dem Schleudersitz retten.[50][51]
- Frankfurt am Main/Deutschland: Nach 43-jähriger Parteizugehörigkeit hat die Bundestagsabgeordnete Erika Steinbach ihren Austritt aus der CDU und der CDU/CSU-Bundestagsfraktion bekanntgegeben. Als Grund gibt sie unter anderem die aus ihrer Sicht verfehlte deutsche Flüchtlingspolitik an. Sie bleibt weiterhin als parteilose Abgeordnete im Bundestag vertreten.[52]
- Gangasagar/Indien: Bei einer Massenpanik beim Fest Makar Sankranti in West Bengal sterben mindestens sechs Menschen.[53]
- Natal/Brasilien: Bei Kämpfen zwischen Mitgliedern der verfeindeten Gangs Comando de la Capital und dem Sindicato del Crimen sind in der mit über 1000 Insassen überbelegten Staatlichen Strafanstalt von Alcaçuz mindestens 30 Menschen ums Leben gekommen. Die Polizei hat nach 14-stündigen Auseinandersetzungen wieder die Kontrolle übernommen.[54]
- Paris/Frankreich: Beginn einer Nahost-Friedenskonferenz zur Zweistaatenlösung mit Vertretern von mehr als 70 Staaten und internationalen Organisationen. Vertreter von Israel und Palästinensern sitzen nicht mit am Verhandlungstisch. Der israelische Regierungschef Benjamin Netanjahu sieht darin eine manipulierten Konferenz mit dem Ziel, anti-israelische Standpunkte zu verabschieden.[55]

### Montag, 16. Januar 2017
- Asyut/Ägypten: Bei einem Attentat auf Polizisten im Gouvernement Asyut sterben mindestens zehn Menschen.[56]
- Datscha-Suu/Kirgisistan: Beim Absturz des Turkish-Airlines-Fluges 6491 auf das Dorf in der Region Tschüi sterben alle 4 Insassen sowie 33 Einwohner der Ortschaft. Der Absturz 2 km westlich des Flughafens Manas zerstört zudem 32 Häuser, 43 weitere werden beschädigt.[57]
- Maiduguri/Nigeria: Bei einem Selbstmordanschlag der Boko Haram auf die University of Maiduguri sterben mindestens vier Menschen. Fünfzehn weitere Personen werden verletzt.[58]
- Miami/Vereinigte Staaten: Bei einer Schießerei am Martin Luther King Day im Martin Luther King Jr. Memorial Park in Miami-Dade County werden mindestens 11 Menschen verletzt.[59]
- Sydney/Australien: Rund drei Jahre nach dem Verschwinden des Malaysia-Airlines-Fluges 370 (MH370) stellt das Joint Agency Coordination Centre (JACC) von Australien, Singapur und China ihre Suche ein.[60]

### Dienstag, 17. Januar 2017

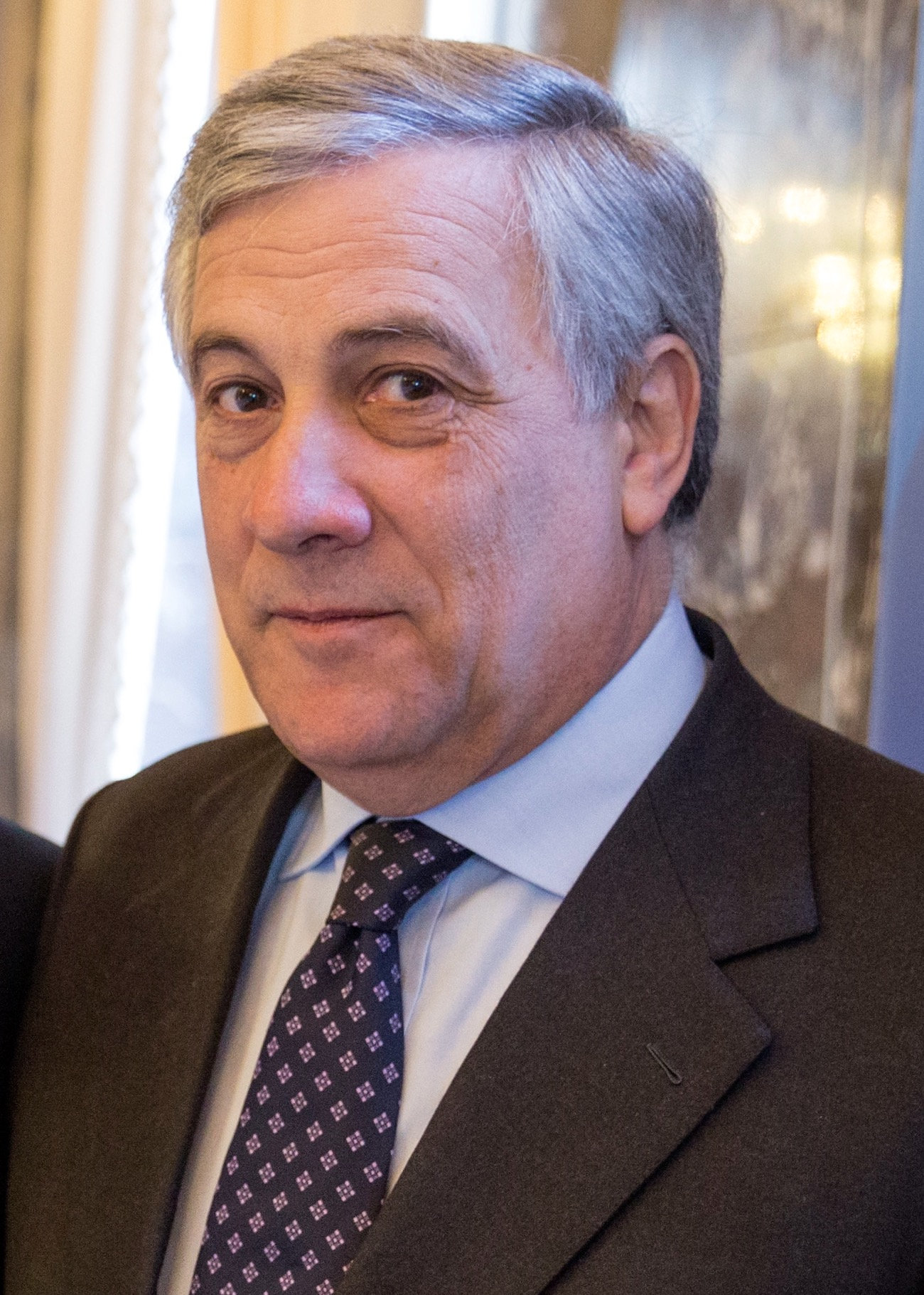
Antonio Tajani ist neuer Präsident des Europäischen Parlamentes

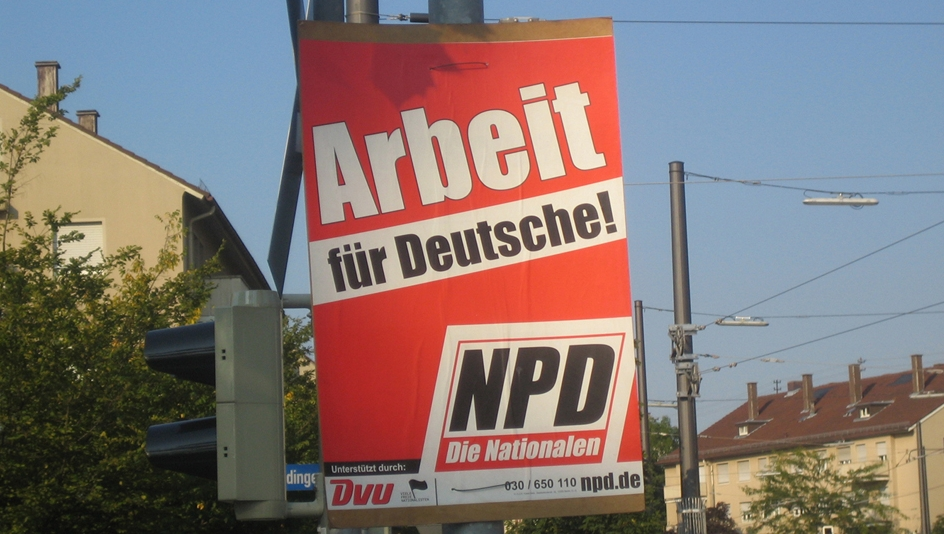
Meinungspluralismus hat Vorrang vor den demokratischen Grundwerten

- Davos/Schweiz: Beginn des 47. Jahrestreffens des Weltwirtschaftsforums (WEF), an dem voraussichtlich 3000 Spitzenpolitiker, Wirtschaftsführer und Wissenschaftler teilnehmen. Erstmals eröffnet der chinesische Staatspräsident Xi Jinping das Gipfeltreffen.[61]
- Karlsruhe/Deutschland: Das Bundesverfassungsgericht urteilt im zweiten NPD-Verbotsverfahren, die Partei „habe nicht das Potenzial, die Demokratie in Deutschland zu beseitigen“, und verbietet die Nationaldemokratische Partei Deutschlands (NPD) nicht.[62] Das Gericht erkennt als Recht an, dass Parteien in der Bundesrepublik die vom Bundesverfassungsgericht 1952 definierten Mindestprinzipien der freiheitlich-demokratischen Grundordnung missachten dürfen, falls sie weit genug von demokratisch legitimierter Gestaltungsmacht entfernt sind.[63]
- London/Vereinigtes Königreich: Die britische Premierministerin Theresa May stellt einen Zwölf-Punkte-Plan zum EU-Austritt des Vereinigten Königreichs vor. Hierzu gehört auch der Ausstieg aus dem Europäischen Binnenmarkt.[64]
- London/Vereinigtes Königreich: Der Tabakkonzern British American Tobacco (BAT) übernimmt die R. J. Reynolds Tobacco Company (RJR), den zweitgrößten Tabakwarenproduzenten der Vereinigten Staaten. Das Volumen der Übernahme beläuft sich auf 49,4 Milliarden US-Dollar (umgerechnet 46,3 Milliarden Euro).[65]
- Rann/Nigeria: Bei einem irrtümlichen Luftangriff eines nigerianischen Kampfflugzeugs vom Typ Aero L-39 oder Alpha Jet auf ein Flüchtlingslager nahe der Grenze zu Kamerun und den Tschad kommen mindestens 100 Menschen ums Leben. Der Angriff sollte eigentlich Kämpfer der islamistischen Boko Haram gegolten haben.[66]
- Straßburg/Frankreich: Die Abgeordneten des Europäischen Parlaments wählen im vierten Wahlgang den Italiener Antonio Tajani (EVP) mit 351 von 713 abgegebenen Stimmen zum neuen Parlamentspräsidenten. Er tritt die Nachfolge für den Deutschen Martin Schulz (SPE) an.[67]
- St. Pölten/Österreich: Erwin Pröll (ÖVP), seit 1992 längst dienender Landeshauptmann Österreichs, verkündet seinen Rücktritt.[68]

### Mittwoch, 18. Januar 2017
- Al-Bab/Syrien: Die Türkei und Russland fliegen erstmals gemeinsam Luftangriffe im syrischen Bürgerkrieg. Nach russischen Angaben sind 36 Ziele des Islamischen Staates (IS) durch 17 Kampfflugzeuge (neun russische und sieben türkische) bombardiert worden.[69]
- Banjul/Gambia: Präsident Yahya Jammeh weigert sich, sein Amt an seinen am 1. Dezember 2016 gewählten Nachfolger Adama Barrow zu übergeben. Barrow soll am 19. Januar 2017 vereidigt werden. Jammeh ordnete den Ausnahmezustand an. Senegalesische und nigerianische Soldaten bereiten unterdessen im Rahmen der Westafrikanische Wirtschaftsgemeinschaft (ECOWAS) eine militärische Intervention vor, um Jammeh zu stürzen.[70]
- Farindola/Italien: Bei einem Lawinenunglück, ausgelöst durch ein Erdbeben, wird das Berghotel Rigopiano am Hang des Gran Sasso d’Italia verschüttet. Dabei sterben mindestens 23 Menschen. 6 weitere Personen werden noch am 26. Januar vermisst. Elf Menschen haben das Unglück überlebt.[71]
- Gao/Mali: Bei einem Autobombenanschlag durch zwei Selbstmordattentäter der islamistischen al-Qaida im Maghreb (AQIM) sterben auf einen Militärstützpunkt mit der Koordinierungsstelle der operativen Zusammenarbeit (MOC) mindestens 47 Menschen. In dem Militärcamp sind Soldaten der malischen Streitkräfte gemeinsam mit Kämpfern der Nationale Bewegung für die Befreiung des Azawad (CMA) stationiert, die angeblich durch das Abkommen für Frieden und Versöhnung in Mali in Betracht gezogen wurden, um gemeinsame Patrouillen durchzuführen.[72]
- Hamburg-Waltershof/Deutschland: Das Zollkriminalamt (ZKA) beschlagnahmt auf der Containerprüfanlage des Zollamtes Waltershof 717 Kilogramm Kokain mit einem Strassenverkaufswert von rund 145 Millionen Euro. Der Container mit hochreinen Kokain befand sich auf einem Schiff das von der Karibikinsel Curaçao in den Hamburger Hafen kam und war für den Transport in die Niederlande bestimmt.[73]
- Regensburg/Deutschland: Wegen Bestechung und Bestechlichkeit wird der Oberbürgermeister Joachim Wolbergs (SPD), der Immobilienunternehmer Volker Tretzel, sowie der Technische Leiter der Stadtbau Regensburg Franz Wild verhaftet und in Untersuchungshaft genommen. Nach Angaben der Staatsanwaltschaft Regensburg besteht der dringende Verdacht, dass der Oberbürgermeister bei der Vergabe des ehemaligen Nibelungenareals das Wohnungsbauunternehmen BTT Bauteam Tretzel GmbH bewusst in rechtswidriger Weise bevorzugt hat. Es geht hier um einen Betrag in Höhe von rund 79.000 Euro (→ Regensburger Parteispendenaffäre).[74]

### Donnerstag, 19. Januar 2017

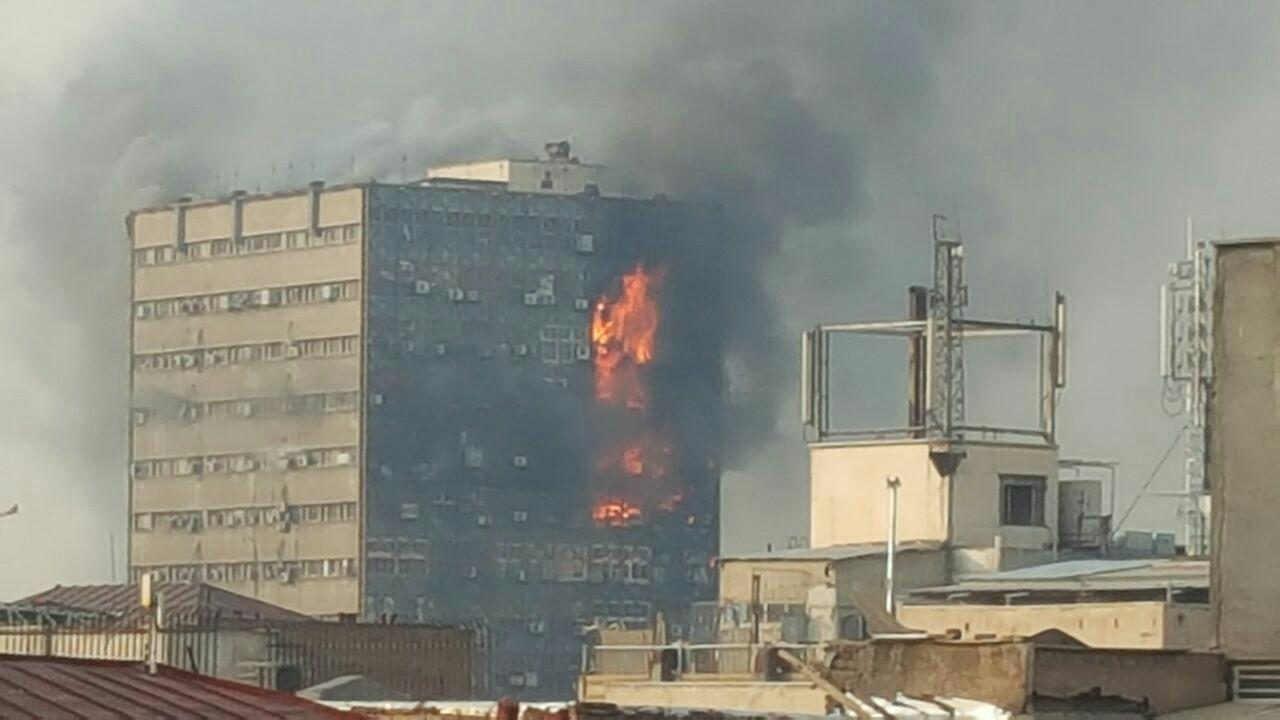
Brand in der Passage Plasko in Teheran vor deren Einsturz

- Eckernförde/Deutschland: Das US-Verteidigungsministerium gibt dem deutschen Waffenhersteller SIG Sauer GmbH & Co. KG den Auftrag zur Ausstattung der US-Streitkräfte mit dem Modell SIG Sauer P320 für die nächsten 10 Jahre in ihrem Werk in Exeter im US-Bundesstaat New Hampshire. Insgesamt umfasst der Auftrag allein für die US-Army rund 280.000 Stück sowie weitere 212.000 Stück für die weiteren Teilstreitkräfte im Umfang von rund 580,2 Millionen US-Dollar einschließlich Munition und Zubehör.[75][76]
- Les Sables-d’Olonne/Frankreich: Der Franzose Armel Le Cléac’h gewinnt die Vendée Globe 2016/2017 in Rekordzeit.
- Sirte/Libyen: US-Verteidigungsminister Ashton Carter gibt einen Luftangriff mit zwei B-2-Langstreckenbomber südlich von Sirte bekannt, bei der in einem Camp der Terrormiliz Islamischer Staat mindestens 80 IS-Kämpfer getötet werden. Die US-Streitkräfte flogen von August bis Dezember 2016 bislang rund 500 Luftangriffe gegen den IS in Libyen.[77]
- Teheran/Iran: Bei einem Brand und dem späteren Zusammensturz der Passage Plasko, des ältesten Hochhauses im 6. Distrikt der Metropole, kommen laut Medienberichten mindestens 30 Feuerwehrleute ums Leben. 70 Personen werden verletzt.

### Freitag, 20. Januar 2017

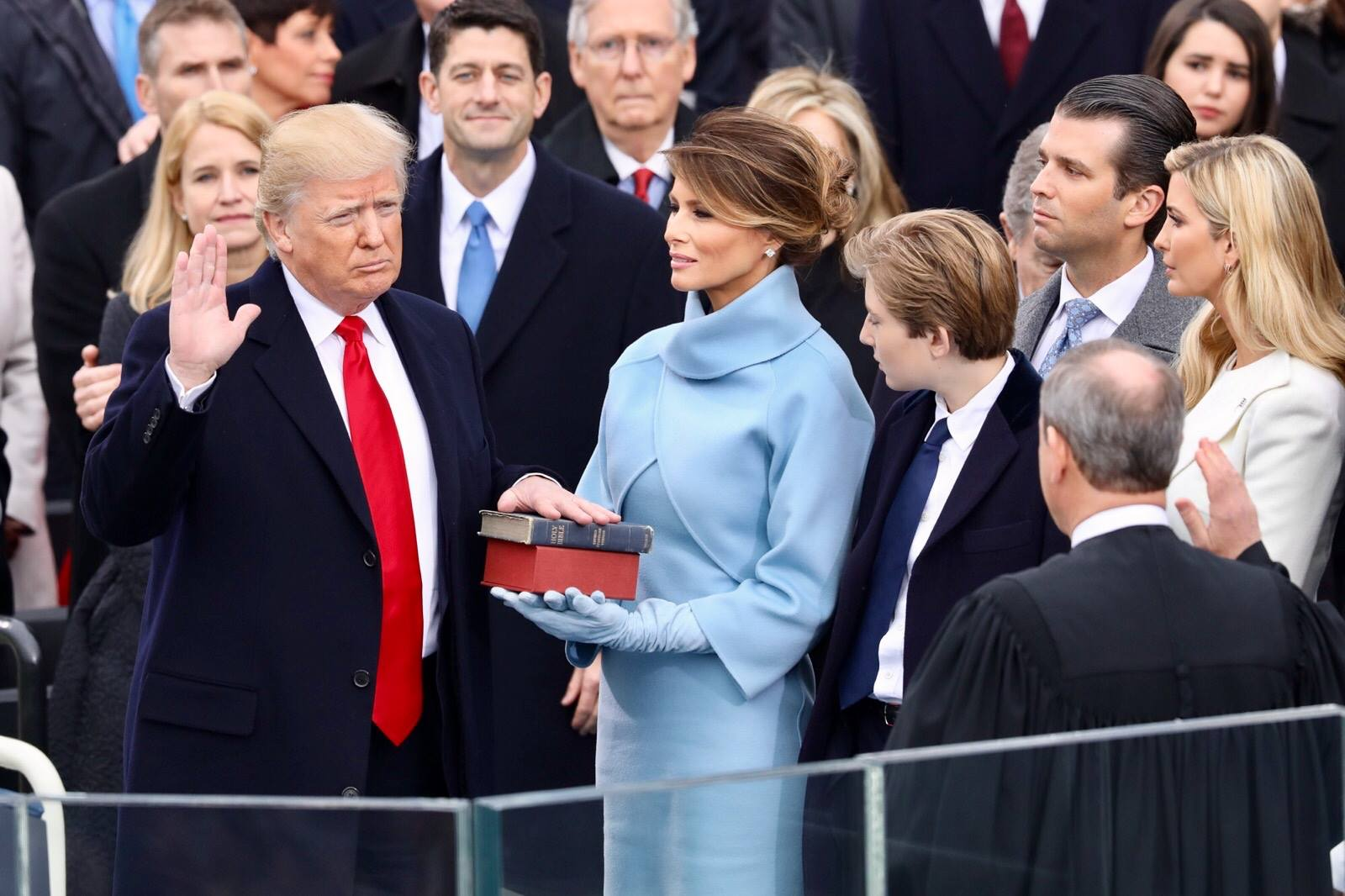
Vereidigung Donald Trumps

- Washington, D.C./Vereinigte Staaten: Amtseinführung von Donald J. Trump als 45. Präsident der Vereinigten Staaten und Mike Pence als 48. Vizepräsident. In seiner Antrittsrede nutzt Trump die Slogans America First und We Will Make America Great Again und erklärt: „Zusammen machen wir Amerika wieder stark, reich, stolz und sicher.“[78]
- Potsdam/Deutschland: Eröffnung des Museum Barberini durch Angela Merkel.

### Samstag, 21. Januar 2017
- Ankara/Türkei: Die türkische Nationalversammlung stimmt mit 339 Ja-Stimmen der regierenden Koalition aus AKP und MHP mehrheitlich für ein Paket aus 18 Verfassungsänderungen mit dem Ziel der Änderung von einem parlamentarischen Regierungssystem zu einem Präsidialsystem. Anfang April 2017 sollen die Wähler in einem Referendum die Verfassungsänderung bestätigen. Präsident Recep Tayyip Erdoğan könnte dann voraussichtlich bis zum Jahr 2029 mit weitreichenden Vollmachten regieren.[79]
- Banjul/Gambia: Sieben Wochen nach seiner Wahlniederlage gegen Adama Barrow und auf internationalen Druck hin, hat der bisherige Präsident Yahya Jammeh das Land verlassen und flog ins Exil nach Äquatorial-Guinea.[80]

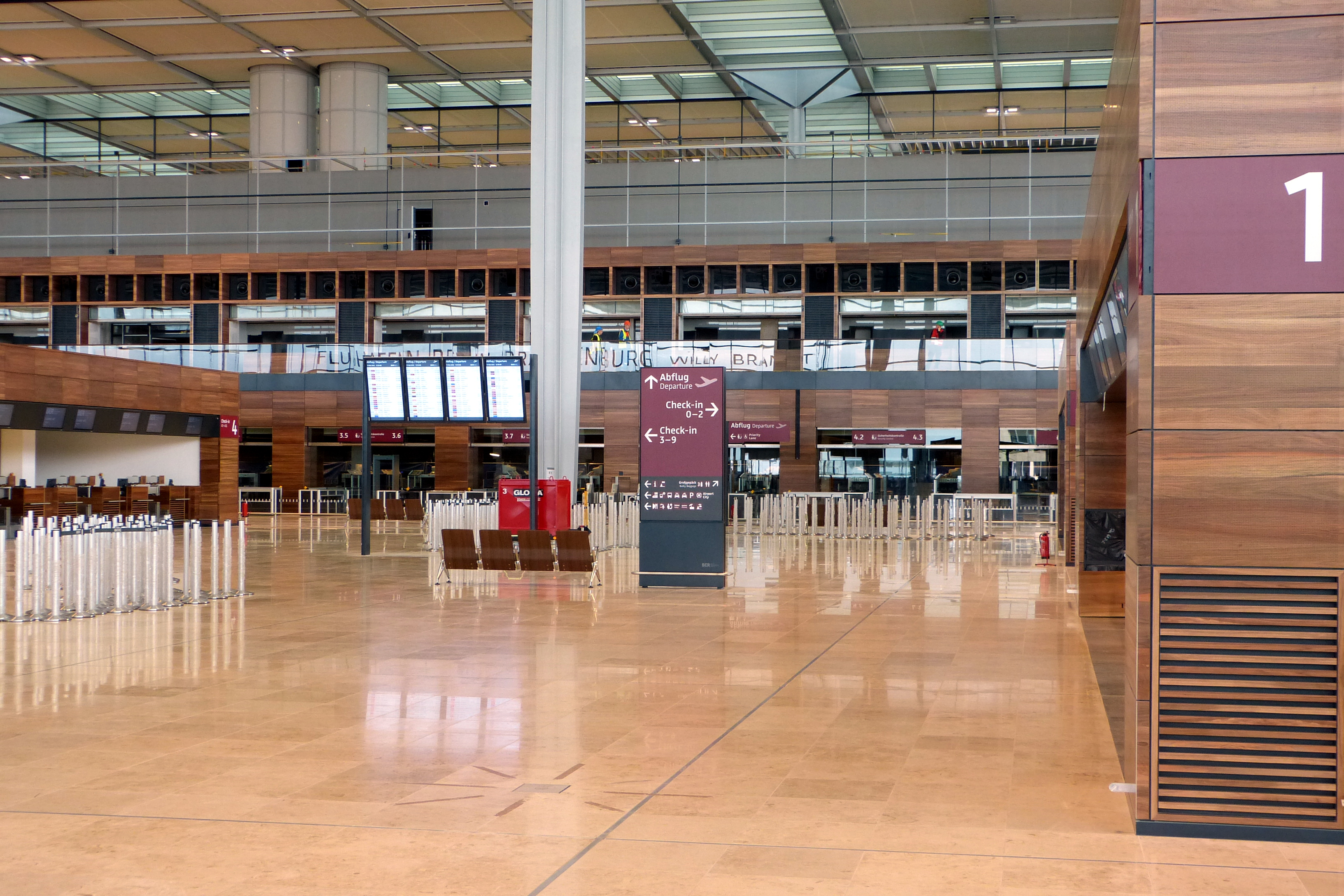
Terminal Airport BER

- Berlin/Deutschland: Der Regierende Bürgermeister Michael Müller (SPD) erklärt, dass eine Eröffnung des Flughafens Berlin Brandenburg im Jahr 2017 wegen baulicher Mängel ausgeschlossen ist.[81]

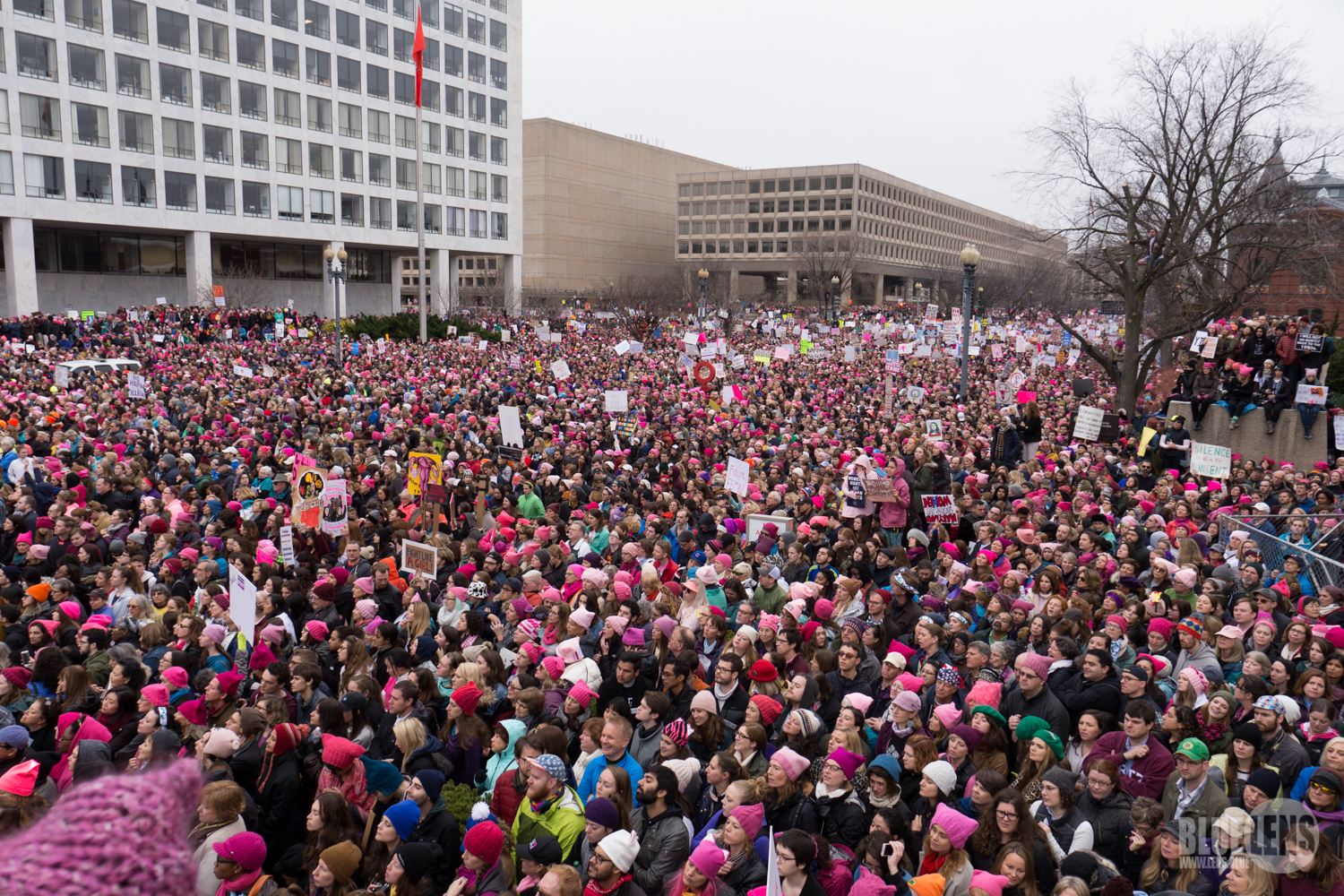
Protestmarsch in Washington

- Parachinar/Pakistan: Bei einem Bombenanschlag der Terrororganisation Hakimullah Mehsud, eine Abspaltung der Tehrik-i-Taliban Pakistan, werden auf einem Gemüsemarkt mindestens 25 Menschen getötet und mehr als 85 verletzt.[82]
- San Martino Buon Albergo/Italien: Ein Reisebus prallt auf der Autostrada A4 bei Verona gegen einen Brückenpfeiler und gerät in Brand. Dabei sterben mindestens 16 ungarische Schüler des Szinyei Gimnazium aus Budapest, die sich auf der Rückreise aus Frankreich befanden.[83]
- Washington, D.C./Vereinigte Staaten: Über 500.000 Menschen nehmen am „Women’s March on Washington“ (deutsch Frauen-Marsch nach Washington) u. a. gegen Frauenfeindlichkeit, Rassismus und Homophobie teil. In Anspielung auf Statements von US-Präsident Donald Trump insistiert Gloria Steinem: „Unsere Verfassung beginnt nicht mit «Ich, der Präsident.» Sie beginnt mit «Wir, das Volk.»“[84]

### Sonntag, 22. Januar 2017
- Addis Abeba/Äthiopien: Beginn des 28. Gipfeltreffens der Afrikanischen Union (AU).
- Mokka/Jemen: Unter Berufung auf Sicherheits- und Rettungskräfte berichtet die Nachrichtenagentur AFP von heftigen Gefechten zwischen den jemenitischen Streitkräften und den Huthi-Rebellen bei der 52 Huthi-Kämpfer sowie 14 Soldaten ums Leben kommen. Der Nationale Sicherheitsrat Ägyptens hat seine Beteiligung an der von Saudi-Arabien geführten Militärintervention im Jemen unterdessen verlängert. Bei Drohnenangriffen der US-Streitkräfte werden im Gouvernement al-Baidā' zudem sieben mutmaßliche Kämpfer der al-Qaida auf der arabischen Halbinsel (AQAP) getötet.[85]
- Paris/Frankreich: Bei der ersten Runde der Vorwahlen zur Präsidentschaft bei der Parti socialiste (PS) und den mit ihr verbündeten Parteien („primaire de la Belle Alliance populaire“) setzen sich Benoît Hamon und Manuel Valls durch. Eine Stichwahl findet am 29. Januar 2017 statt.[86]
- Sofia/Bulgarien: Der frühere Luftwaffengeneral Rumen Radew (BSP) tritt offiziell sein Amt als Präsident an.[87]
- Vizianagaram/Indien: Bei einem Eisenbahnunfall des Hirakand-Expresses der staatlichen Eisenbahngesellschaft Indian Railways auf der Strecke Jagdalpur nach Bhubaneswar sterben nahe dem Unglücksort bei Kuneru mindestens 39 Menschen und weitere 200 werden verletzt.[88]

### Montag, 23. Januar 2017
- Astana/Kasachstan: Friedensverhandlungen für Syrien für eine dauerhafte Waffenruhe in dem Bürgerkriegsland auf Initiative von Russland, den Iran und der Türkei. Eine Delegation der Vereinten Nationen des UN-Gesandten Staffan de Mistura nimmt ebenfalls teil.
- Sigmaringen/Deutschland: Das Schweizer Bekleidungshaus Charles Vögele das seit September 2016 zum italienischen Modekonzern OVS gehört, gibt die Aufgabe eines Großteils seiner 284 Filialen mit rund 2000 Mitarbeitern in Deutschland bekannt und deren Veräußerung an die jeweiligen Handelsunternehmen KiK, Tedi und Woolworth Deutschland. Der Sitz von Charles Vögele Deutschland befindet sich in Sigmaringen.[89]
- Washington, D.C./Vereinigte Staaten: Der US-amerikanische Präsident Donald Trump unterzeichnet ein Dekret zum Austritt aus der Transpazifischen Partnerschaft (TTP).[90]

### Dienstag, 24. Januar 2017

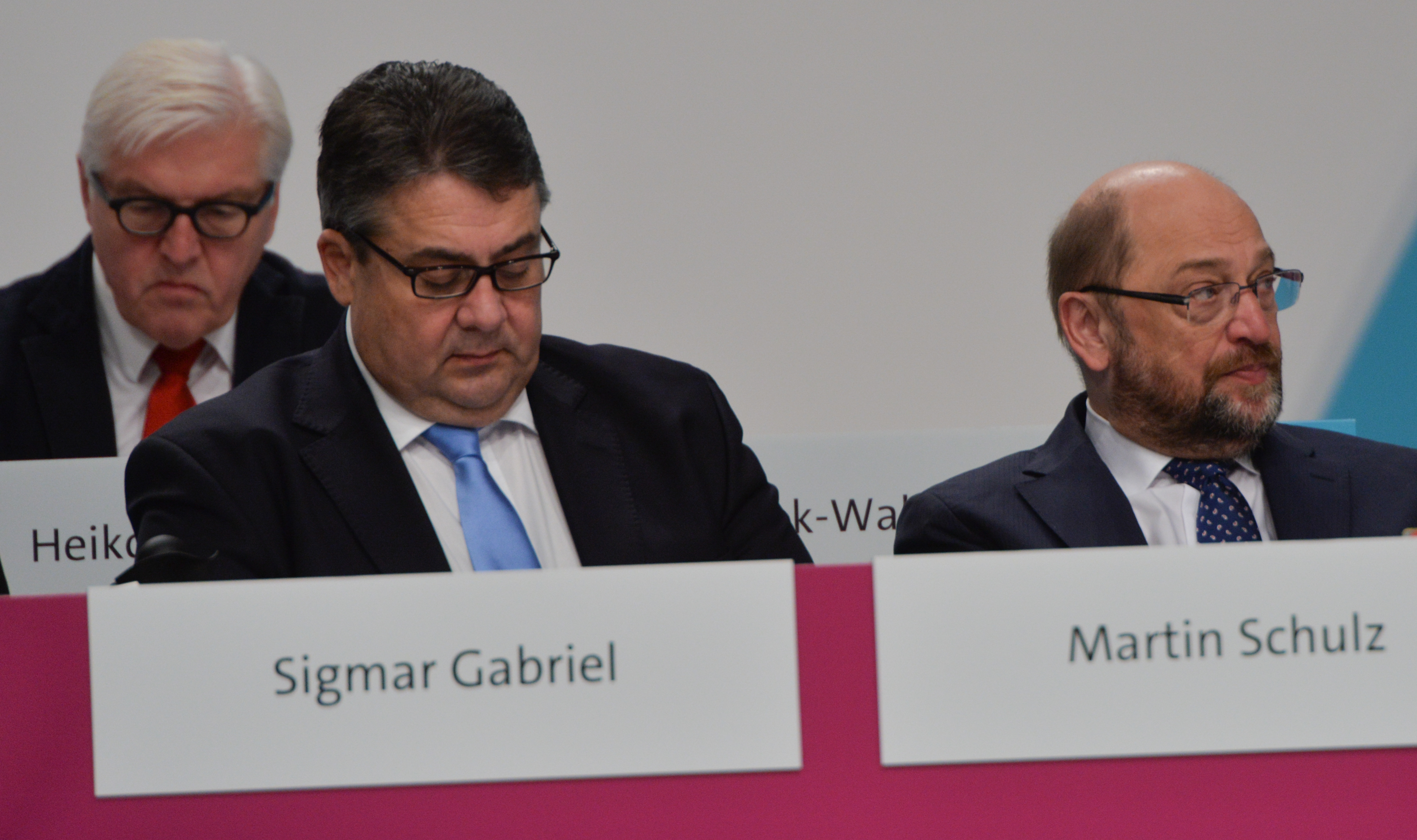
Sigmar Gabriel verzichtet auf eine Kanzlerkandidatur und schlägt den bisherigen Europapolitiker Martin Schulz vor

- Bad Münstereifel/Deutschland: Rund 60 Polizeibeamte des Landeskriminalamts Nordrhein-Westfalen und eines Sondereinsatzkommandos (SEK) nehmen im Stadtteil Arloff zweier marokkanische Staatsbürger und Mitglieder der ausländischen terroristischen Vereinigungen Islamischer Staat (IS) und der al-Nusra-Front fest.[91][92]
- Berlin/Deutschland: Sigmar Gabriel, Vorsitzender der SPD, gibt seinen Verzicht auf die Kanzlerkandidatur bei der Bundestagswahl bekannt und kündigt an, den Parteivorsitz der SPD abzugeben. In beiden Fällen schlägt er den bisherigen Europapolitiker Martin Schulz als geeigneten Mann vor.[93]
- Campo Felice/Italien: Beim Absturz eines Rettungshelikopters in den Abruzzen kommen alle 6 Insassen ums Leben.
- London/Vereinigtes Königreich: Nach der Entscheidung des High Courts of Justice vom 3. November 2016, dass die Regierung des Vereinigten Königreichs den Austritt aus der EU („Brexit“) nach Art. 50 nur bei der Europäischen Union beantragen darf, wenn das britische Abgeordnetenhaus House of Commons zustimmt, weist der Supreme Court die Berufung der Regierung gegen dieses Urteil ab.[94][95]
- Los Angeles/Vereinigte Staaten: Bei der Oscarverleihung ist das Musical La La Land von Damien Chazelle 14 Mal nominiert. Mit Watani: My Homeland und Toni Erdmann sind auch zwei deutsche Produktionen nominiert.

### Mittwoch, 25. Januar 2017
- Mogadischu/Somalia: Bei einem Sprengstoffanschlag der islamistischen al-Shabaab-Miliz auf das im Stadtzentrum befindliche Hotel Dayah und der Erstürmung sterben mindestens 28 Menschen und 43 weitere werden verletzt.[96]
- Washington, D.C./Vereinigte Staaten: Der US-amerikanische Präsident Donald Trump weist das Heimatschutzministerium an, den Bau einer physischen Mauer an der Grenze zu Mexiko in die Wege zu leiten. Trump begründet dies mit der Gewährleistung der Sicherheit und der territorialen Unversehrtheit der Vereinigten Staaten sowie zur Gewährleistung der Einhaltung der US-Einwanderungsgesetze, um illegale Einwanderungen, Drogen-, Menschenhandel und terroristische Handlungen zu verhindern.[97][98]

### Donnerstag, 26. Januar 2017

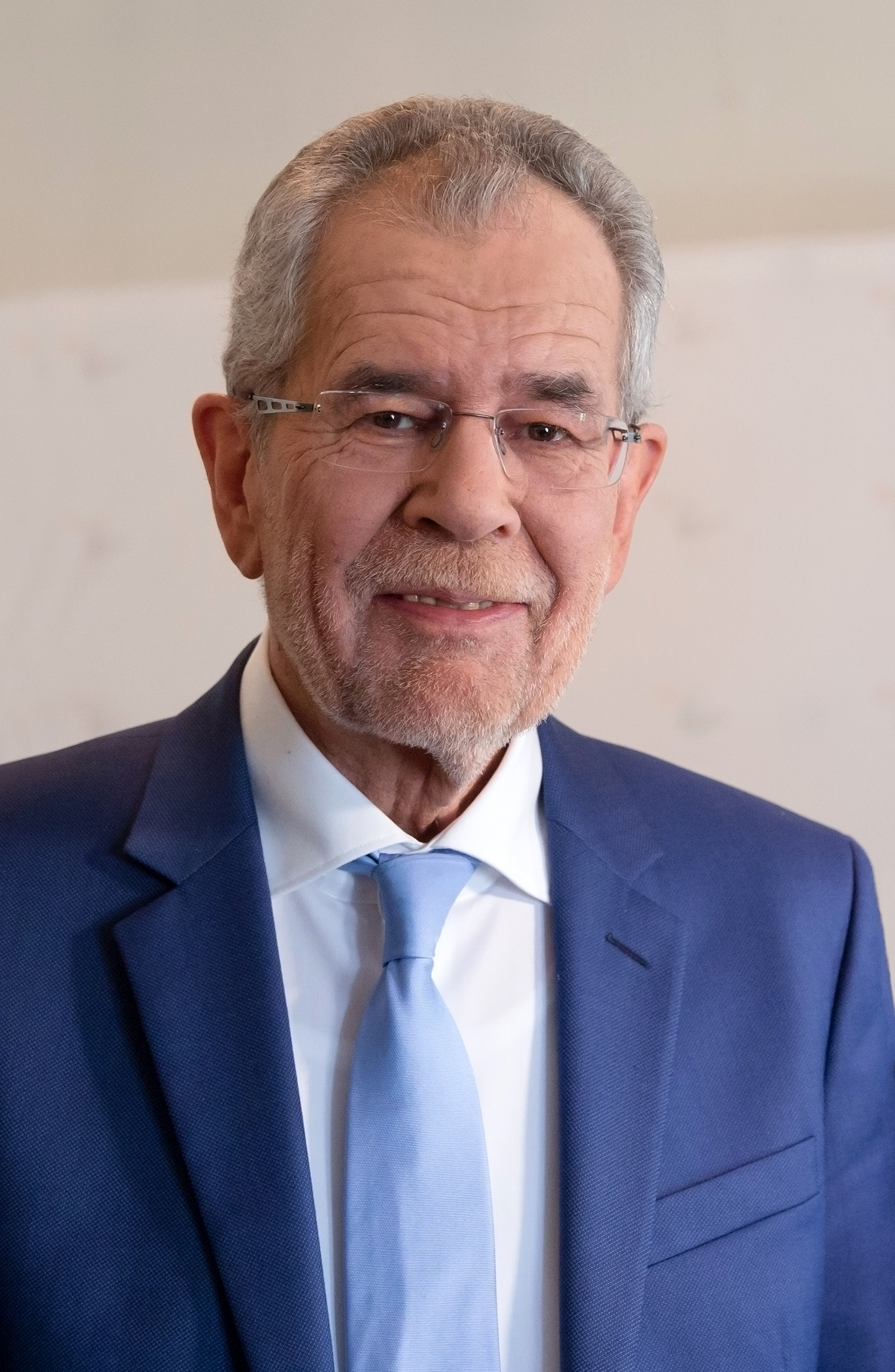
Alexander Van der Bellen tritt sein Amt als Bundespräsident Österreichs an

- Berlin/Deutschland: Die Abgeordneten des Deutschen Bundestags stimmen mit 498 Ja-Stimmen und 55 Nein-Stimmen für den weiteren Militäreinsatz der Bundeswehr an der Multidimensionale Integrierte Stabilisierungsmission der Vereinten Nationen in Mali (MINUSMA) bis zum 31. Januar 2018. Dabei erhöht sich die Personalgrenze von 650 auf bis zu 1000 Soldaten. Zudem verlegt die Bundeswehr vier Kampfhubschrauber Tiger und vier Transporthubschrauber NH90 nach Gao.[99]
- Mexiko-Stadt/Mexiko: Staatspräsident Enrique Peña Nieto sagt ein für nächste Woche geplantes Treffen mit US-Präsident Donald Trump ab und stellt gegenüber den US-Forderungen klar: „Mexiko glaubt nicht an Mauern. Mexiko wird nicht für die Mauer bezahlen.“[100]
- Wien/Österreich: Der neue österreichische Bundespräsident Alexander Van der Bellen wird vereidigt. Obwohl er Mitglied der Partei Die Grünen ist, trat er im Präsidentschaftswahlkampf als „unabhängiger“ Kandidat an.[101]
- Danzig/Polen: Das Muzeum II Wojny Światowej (ein polnisches Museum zum Zweiten Weltkrieg) wurde von seinem Direktor und durch den internationalen wissen. Beirat unter großem Publikumsinteresse vorläufig eröffnet.

### Freitag, 27. Januar 2017

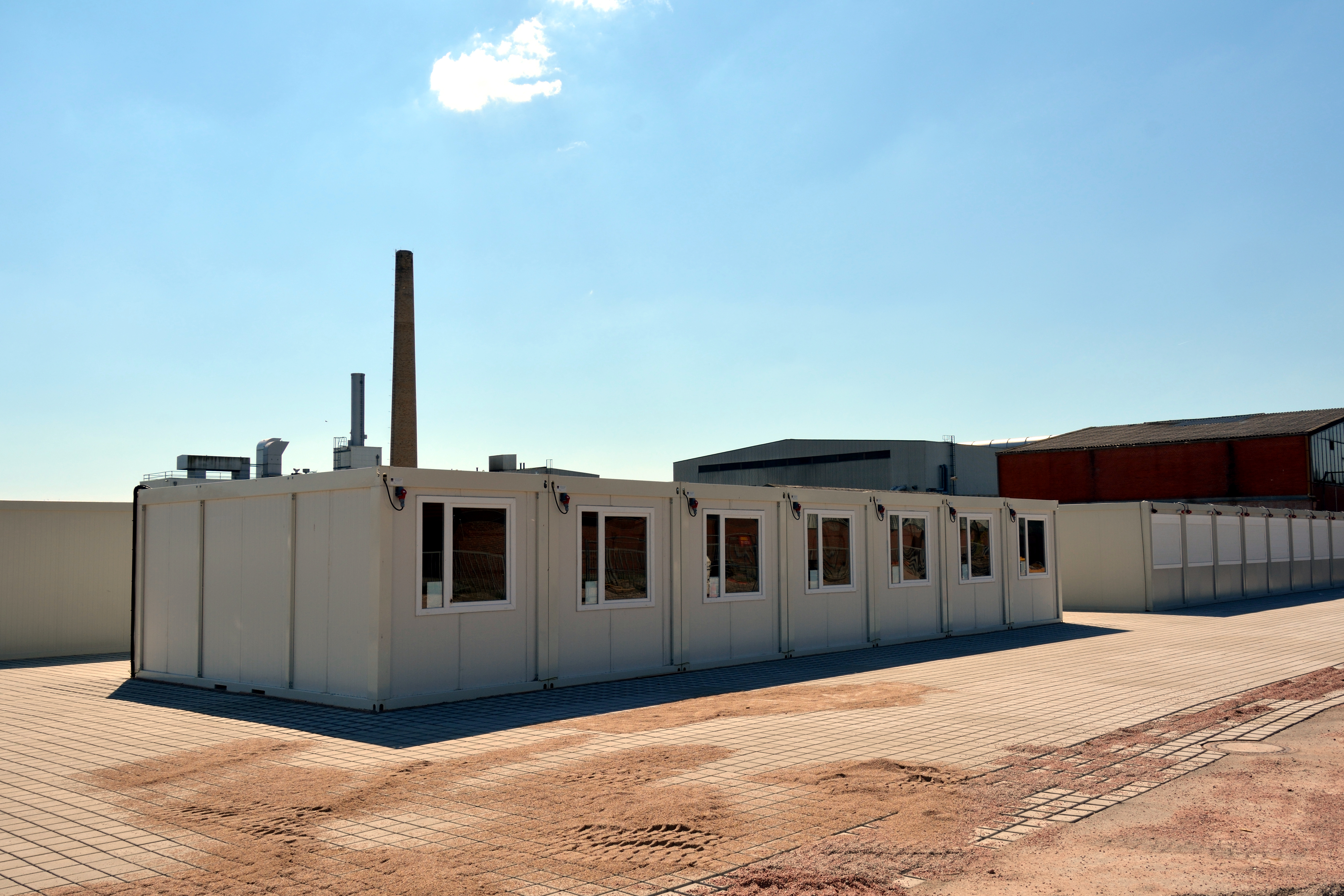
Erstaufnahmelager in Deutschland

- Berlin/Deutschland: Zur Bewältigung der Flüchtlingskrise gab die Bundesebene im vergangenen Jahr 21,7 Milliarden Euro aus, meldet das Bundesministerium der Finanzen. Für 2017 sieht der Etat 21,3 Milliarden Euro zum gleichen Zweck vor.[102]
- Berlin/Deutschland: Nach dem Rücktritt Frank-Walter Steinmeiers (SPD), der am 12. Februar aufgrund der Stimmenverteilung in der Bundesversammlung voraussichtlich zum Bundespräsidenten gewählt wird, tritt der bisherige Wirtschaftsminister Sigmar Gabriel (SPD) das Amt des Außenministers an. Die frühere Justizministerin Brigitte Zypries (SPD) übernimmt dessen Bundesministerium für Wirtschaft und Energie.[103]
- Den Haag/Niederlande: Der niederländische Minister für Sicherheit und Justiz, Ard van der Steur (VVD), tritt wegen einer Justizaffäre um Millionenzahlungen an einen Drogendealer zurück. Medien hatten 2014 enthüllt, dass das Justizministerium die Affäre vertuscht und das Parlament belogen hatte. Sein Nachfolger wird der bisherige Minister für Wohnungsbau, Stef Blok (VVD).[104]
- Deyelsdorf/Deutschland: In dem Geflügelmastbetrieb der Knops Putenmast KG in Deyelsdorf mit rund 40000 Puten wird der hochansteckende Virus H5N8 bestätigt. Wegen der Geflügelpest wird ein Sperrbezirk eingerichtet. Die Vogelgrippe breitet sich nach Einschätzung des Friedrich-Loeffler-Instituts (FLI) weiter aus und betrifft inzwischen rund 23 europäische Staaten.[105]
- London/Vereinigtes Königreich: Die Ratingagentur Fitch Ratings stuft die Bonität der Türkei um eine Stufe auf BB+ und damit aus dem Investment-Bereich ab. Bereits am 23. September 2016 stufte Moody’s ebenfalls auf das entsprechende Niveau im Rating-Code.[106]
- Pfullendorf/Deutschland: Im Ausbildungszentrum Spezielle Operationen (AusbZSpezlOp) in der Staufer-Kaserne der Bundeswehr werden sieben Soldaten wegen zweifelhafter Aufnahmerituale (sexuell-sadistische Praktiken) von ihrem Dienst suspendiert. Ermittlungen der Staatsanwaltschaft Hechingen sollen den Verdacht der Freiheitsberaubung, gefährliche Körperverletzung, Gewaltdarstellung und Nötigung durch Vorgesetzte nachgehen.[107]
- Talca/Chile: Bei verheerenden Waldbränden in Chile sind bisher 11 Menschen ums Leben gekommen. In den vergangenen Tagen hat sich die Fläche des von Flammen betroffenen Wald- und Agrarlands in der Región del Maule und der Región del Bío-Bío verdoppelt. Zahlreiche Staaten von Argentinien, Frankreich, Mexiko, Peru, Portugal, Russland, Spanien, Kolumbien, und den USA entsendeten Feuerwehrleute und Löschflugzeuge, um die Einsatzkräfte zu unterstützen.[108]
- El Adde/Kenia: Bei einem mutmaßlichen Terroranschlag der Al-Shabaab auf die Mission der Afrikanischen Union der Kenya Defence Forces sterben mindestens 50 Soldaten.[109]
- Washington, D.C./Vereinigte Staaten: US-Präsident Donald Trump erlässt das Dekret 13769 zum Einreisestopp für Flüchtlinge aus Syrien bis auf Widerruf sowie zur 120-tägigen Unterbrechung des US-Flüchtlingsaufnahmeprogramms. Für Einreisewillige aus dem Irak, Iran, Jemen, Libyen, Somalia und Sudan wird ein Einreisestopp für mindestens 90 Tage angeordnet. Amerikanische NGOs sehen die Verfassung der Vereinigten Staaten durch diese Maßnahmen verletzt und kündigen eine Klage gegen die Regierung an.[110][111]

### Samstag, 28. Januar 2017
- Lissabon/Portugal: Die Staats- und Regierungschefs der sieben Südstaaten der Europäischen Union beraten über Flüchtlinge und den Kampf gegen den Terrorismus.[112]
- Paphos/Zypern: Offizielle Eröffnung in Paphos zur Kulturhauptstadt Europas der Europäischen Union neben der dänischen Stadt Aarhus.[113]
- Jerusalem/Israel: Ministerpräsident Benjamin Netanjahu befürwortet die Entscheidung von US-Präsident Donald Trump, an der Grenze zwischen den Vereinigten Staaten und Mexiko eine Mauer zu errichten.[114][115]
- New York City/Vereinigte Staaten: Die Bürgerrechtsorganisation American Civil Liberties Union erreicht im Kampf gegen die von US-Präsident Donald Trump verhängten Einreiseverbote einen wichtigen Teilsieg. Eine Richterin des Bundesbezirksgerichts für den östlichen Distrikt des Staates New York, Ann Donnelly, bewirkt mit einer einstweiligen Verfügung, dass von dem Dekret betroffene Menschen weiterhin in die USA einreisen dürfen, wenn sie im Besitz eines gültigen Visums oder einer United States Permanent Resident Card (Green Card) sind, unter dem Schutz des US-Flüchtlingsprogramms stehen oder eine andere offizielle Einreiseerlaubnis haben.[116][117]
- Taizz/Jemen: Bei mehreren Luftangriffen der von Saudi-Arabien angeführten Militärallianz gegen die Huthi-Rebellen in Al Shouq und Mokka sterben mindestens 30 Menschen und 10 weitere werden verletzt.[118]

### Sonntag, 29. Januar 2017

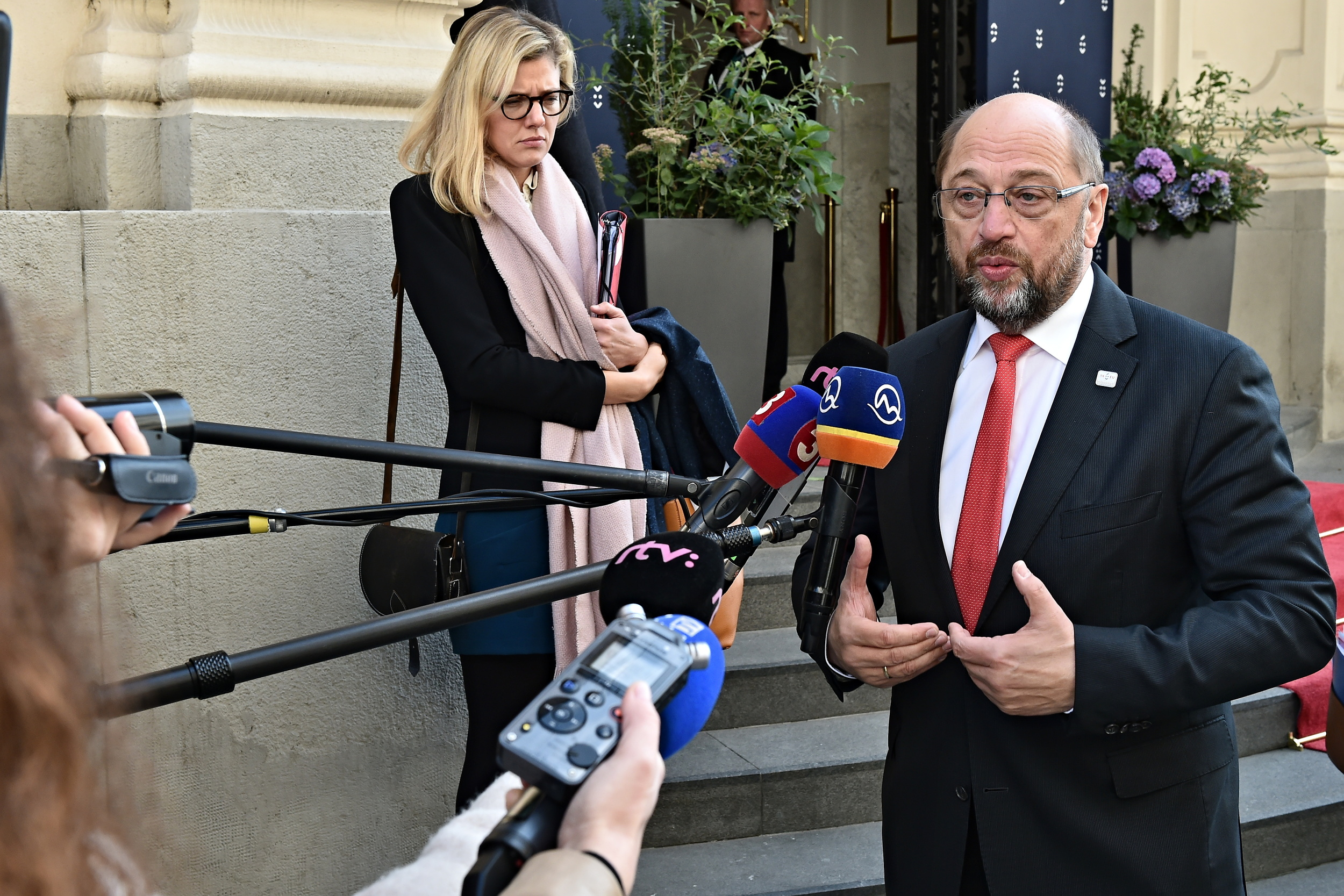
Martin Schulz

- Al-Baidā'/Jemen: Im Wadi al Kifah im Gouvernement al-Baidā' greifen die US-Streitkräfte mit Kampfdrohnen (UCAV) und SuperCobra-Kampfhubschrauber sowie Spezialkräfte aus den Vereinigten Arabischen Emiraten einen Stützpunkt der Terrororganisation al-Qaida auf der arabischen Halbinsel (AQAP) an. Dabei sterben 41 al-Qaida-Kämpfer und 14 Zivilisten. Unter den Getöteten sollen sich auch die Anführer Abdulraouf, Sultan al-Zahab und Saif Alawai al-Jawfi befinden. Ein US-Soldat der Spezialeinheit Navy SEALs wird getötet und drei weitere US-Soldaten beim Absturz einer MV-22 Osprey verletzt.[119][120][121]
- Berlin/Deutschland: Der Parteivorstand der SPD nominiert den ehemaligen Präsidenten des Europäischen Parlaments, Martin Schulz, als Spitzenkandidat bei der Bundestagswahl 2017. Schulz muss von den Parteimitgliedern noch bestätigt werden, voraussichtlich wird dies im März geschehen.[122]
- Berlin/Deutschland: Der Regierungssprecher der deutschen Bundesregierung, Steffen Seibert, teilt mit, dass Bundeskanzlerin Angela Merkel das vom US-Präsident verhängte Einreiseverbot gegen Flüchtlinge und Bürger einiger Staaten bedauert. Merkel betont insbesondere, dass der Kampf gegen den Terrorismus es nicht rechtfertige, Menschen einer bestimmten Herkunft oder eines bestimmten Glaubens unter Generalverdacht zu stellen.[123]
- Damaskus/Syrien: Die syrischen Streitkräfte erobern im Bürgerkrieg den seit 2012 besetzten Ort Wadi Barada mit der Trinkwasserquelle in Ain al-Fijah im Distrikt Qudsaya von der salafistischen Dschabhat Fatah asch-Scham (vormals al-Nusra-Front) zurück und sichern damit die Wasserversorgung für die Hauptstadt.[124]
- Marawi City/Philippinen: Bei einer Militäroperation der philippinischen Streitkräfte gegen die Terrormiliz Islamischer Staat auf den Philippinen (ISIP) und früheren Anführer der Abu Sajaf (ASG) in Butiq werden nach Regierungsangaben 15 Terroristen getötet und einer der gesuchten Anführer, Isnilon Totoni Hapilon, verletzt in Haft genommen.[125]
- Paris/Frankreich: Bei der Stichwahl zur Präsidentschaftskandidatur der Sozialistischen Partei (PS) und der mit ihr verbündeten Parteien („primaire de la Belle Alliance populaire“) setzt sich Benoît Hamon mit rund 58 Prozent der Stimmen gegen den früheren Premierminister Manuel Valls mit 41 Prozent durch.[126]
- Paris/Frankreich: Die französische Nationalmannschaft besiegt im Finale der Handball-Weltmeisterschaft der Männer 2017 in der AccorHotels Arena die Auswahl Norwegens mit 33:26.[127]
- Sainte-Foy/Kanada: Bei einem mutmaßlichen Terroranschlag auf das Centre Culturel Islamique de Québec (CCIQ) in einem Vorort von Quebec City sterben mindestens sechs Menschen.[128] Die Identität des Täters wurde als Alexandre Bissonnette, gebürtiger Quebecer, bekanntgeben.[129]
- Murwillumbah/Australien: Der amerikanische Popsänger Marc Terenzi wird „Dschungelkönig“ der elften Staffel von Ich bin ein Star – Holt mich hier raus!. Mehr als 7,7 Millionen Fernsehzuschauer sehen das Finale des Wettbewerbs.[130][131]

### Montag, 30. Januar 2017

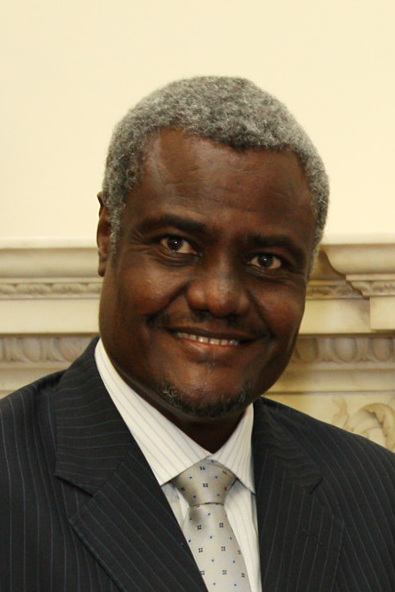
Moussa Faki (Tschad) wird zum Vorsitzenden der Kommission der Afrikanischen Union gewählt

- Addis Abeba/Äthiopien: Auf dem 28. Gipfeltreffen der Afrikanischen Union (AU) wird Marokko nach 33 Jahren (mit der Vorgängerorganisation OAU) wieder als Mitglied aufgenommen. Eine Widerrufung der Mitgliedschaft der von Marokko besetzten Demokratischen Arabischen Republik Sahara (DARS) erfolgte nicht. Zum neuen Vorsitzenden der AU-Kommission wird der tschadische Außenminister und frühere Premierminister Moussa Faki gewählt.[132]
- Awdijiwka/Ukraine: In der Stadt in der Oblast Donezk kommt es erneut zu heftigen Gefechten zwischen den ukrainischen Streitkräften und prorussischen Separatisten der Volksrepublik Donezk. Die OSZE-Beobachter registrierten innerhalb eines Tages 2260 Verstöße gegen die geltende Waffenruhe.[133]
- Izmir/Türkei: In einem weiteren und umfangreichen Gerichtsprozess nach dem Putschversuch in der Türkei 2016 werden 270 Menschen, davon 152 bereits in Untersuchungshaft, angeklagt. In Abwesenheit wird auch der in den Vereinigten Staaten lebende islamische Prediger Fethullah Gülen direkt angeklagt sowie hochrangige Militärs darunter General Memduh Hakbilen, vormals Stabschef des Ägäis-Kommandos und Generalmajor Salih Sevil, ehemals Stabschef im NATO-Hauptquartier des Allied Land Command (LANDCOM) in Izmir.[134]
- Trondheim/Norwegen: Die Synode der evangelisch-lutherischen Volkskirche in Norwegen verabschiedet eine Liturgie, die die kirchliche Trauung von homosexuellen Paaren wie in Dänemark und Schweden möglich macht.[135]
- Wien/Österreich: Die Regierungskoalition aus SPÖ und ÖVP einigt sich darauf, Gesetze zum Verbot der Vollverschleierung im öffentlichen Raum und zum Ausbau der Videoüberwachung ins Parlament einzubringen.[136]
- Wien/Österreich: In einem erfolgreichen Volksbegehren mit teils parteiübergreifender Unterstützung stimmen 562.551 Wähler (8,9 Prozent der Stimmberechtigten) für den Beschluss, der Nationalrat möge ein Bundes-Verfassungsgesetz beschließen, das österreichischen Organen untersagt, die Freihandelsabkommen mit den Vereinigten Staaten (TTIP) und Kanada (CETA) oder das plurilaterale Dienstleistungsabkommen (TiSA) zu unterzeichnen, zu genehmigen oder abzuschließen.[137][138]

### Dienstag, 31. Januar 2017
- Ankara/Türkei: Die Angst vor Terroranschlägen und die politische Situation nach dem Putschversuch im Juli 2016 belasten den Tourismussektor des Landes. Türkstat meldet einen Rückgang der Einnahmen um 30 % gegenüber 2015 auf rund 20,65 Milliarden Euro. Mit 3,76 Millionen Besuchern kamen die meisten Touristen aus Deutschland, deren Zahl aber um 1,7 Millionen gegenüber 2015 abnahm.[139]
- Den Haag/Niederlande: Der 2010 gegründete Internationale Residualmechanismus für die Ad-hoc-Strafgerichtshöfe (IRMTC) der Vereinten Nationen fordert von der Türkei die Freilassung des Richters Aydın Sefa Akay bis zum 14. Februar 2017. Der im September 2011 auf Vorschlag der türkischen Regierung in den IRMTC berufene Richter Akay wurde durch die Maßnahmen nach dem Putschversuch in der Türkei am 21. September 2016 festgenommen. Nach Angaben von Gerichtspräsident Theodor Meron verfüge Akay über diplomatische Immunität.[140]
- Luxemburg/Luxemburg: Die Große Kammer des Europäischen Gerichtshofs (EuGH) entschied im Fall des belgischen Generalkommissars für Flüchtlinge und Staatenlose (CGRA) gegen den Marokkaner Mostafa Lounani, dass die in der Europäischen Union geltenden Richtlinien zur Ablehnung und Ausweisung von Flüchtlingen auch für jene gelten, die „die Anwerbung, Organisation, Beförderung oder Ausrüstung von Personen vornehmen“, die terroristische Handlungen begehen, planen oder vorbereiten (Rechtssache C-573/14).[141]

## Weblinks

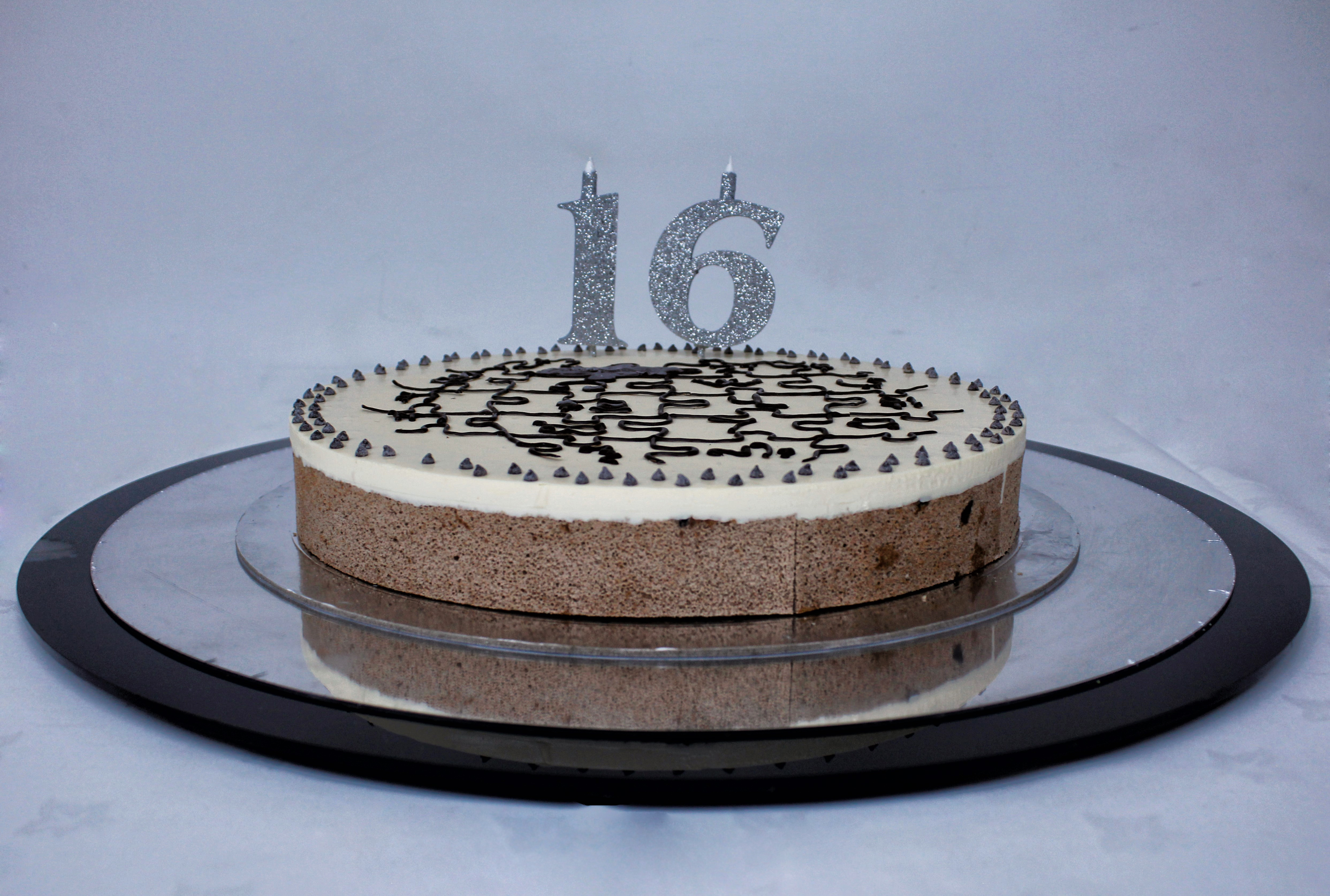
Wikipedia wird 16 (Foto vom 15. Januar)
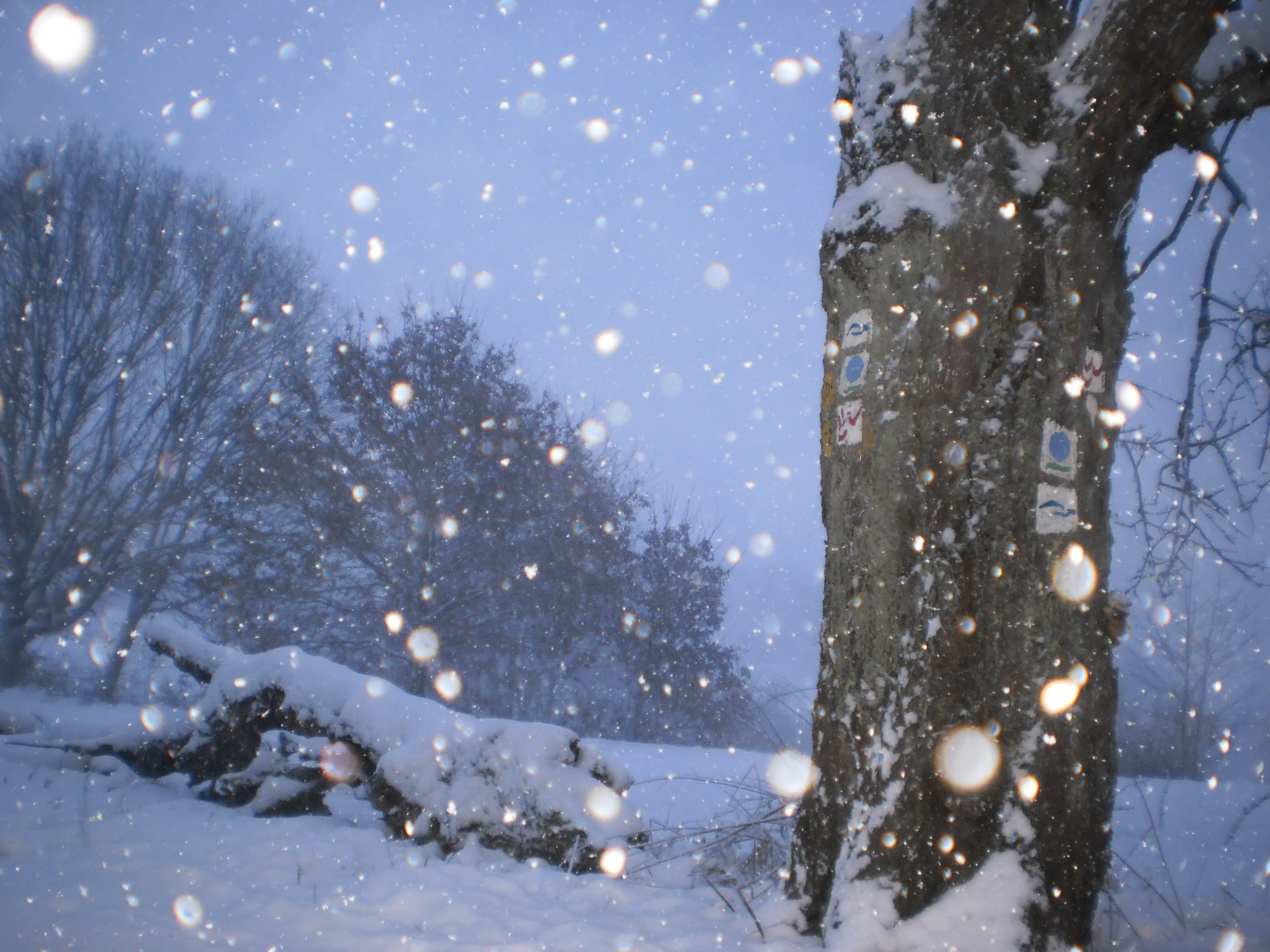
Schneefall auf dem Marburger Rücken
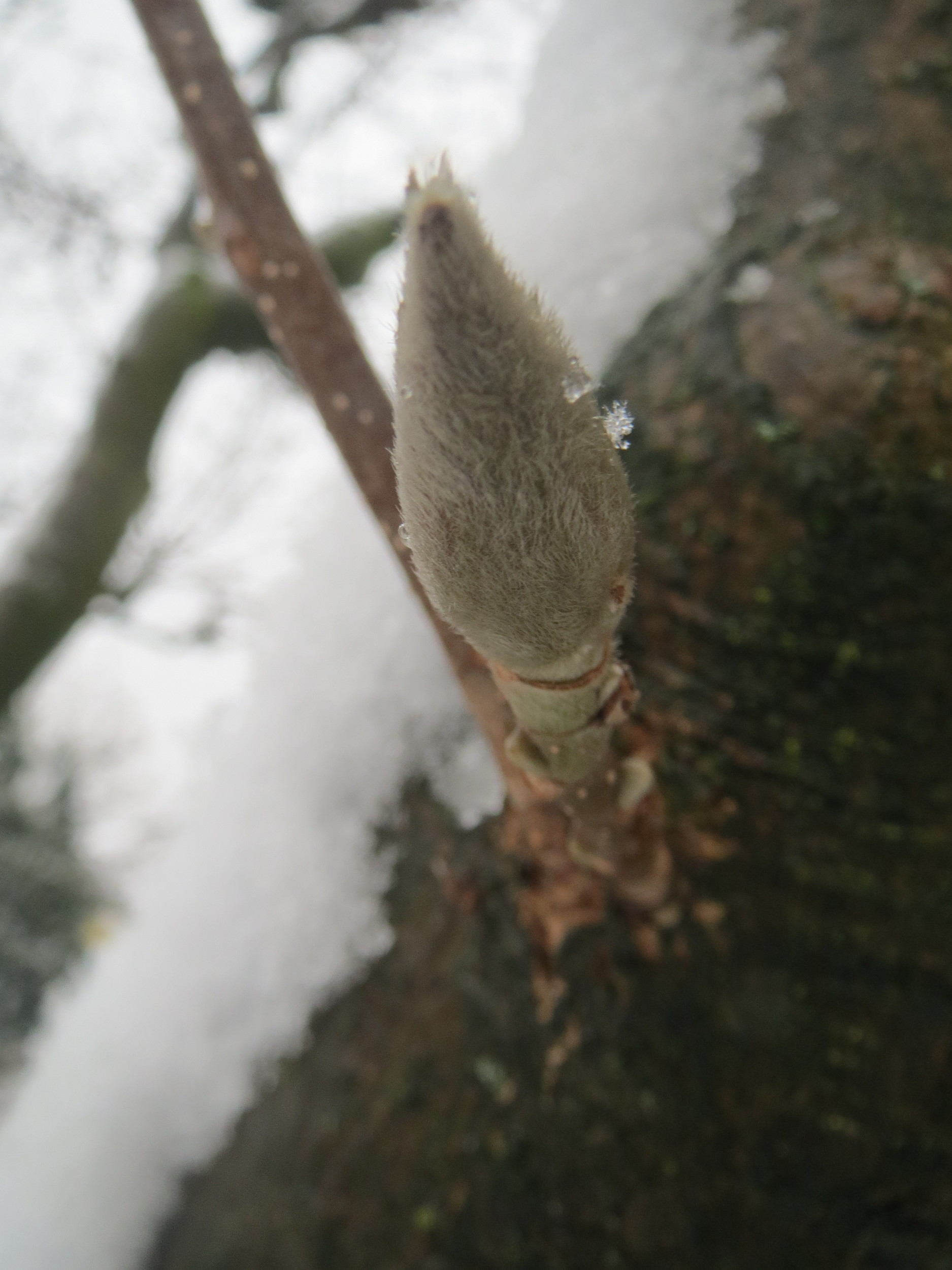
Knospe einer Tulpen-Magnolie im Januar
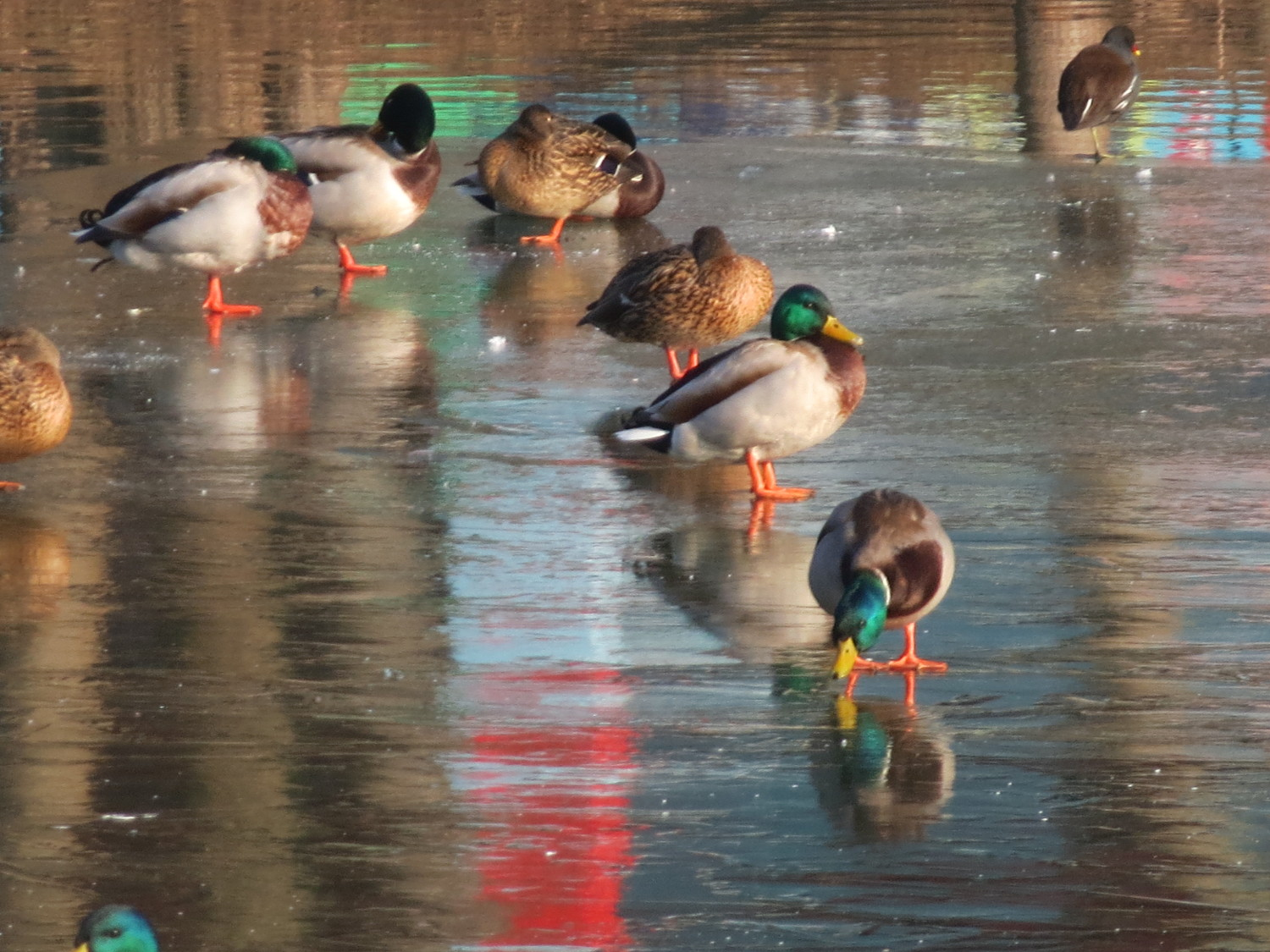
Enten auf der zugefrorenen Saar